# Mat inverse
Le mat inverse est un type de problème d'échecs, c'est-à-dire d'énoncé de problème d'échecs, dans lequel les blancs, au lieu d'essayer de mater les noirs, forcent au contraire les noirs à les mater.
Les noirs vont donc tout faire pour éviter de mater les blancs, mais vont malgré tout y être obligés par les blancs.
Généralement, on parle d'inverse en n coups (s#n, pour selfmate), n étant le nombre de coups à accomplir jusqu'au mat.
Un mat inverse n'est considéré comme un problème féerique que si en plus de son énoncé particulier il utilise une pièce féerique ou une condition féerique. Lorsqu'un mat inverse respecte toutes les règles d'échecs orthodoxes, il s'agit d'un problème hétérodoxe.

## Un exemple de mat inverse
| Milan Vukčević · The Problemist, 1981 \| \| a \| b \| c \| d \| e \| f \| g \| h \| \| \| 8 \| Fou blanc sur case noire d8 · Pion noir sur case noire a7 · Dame blanche sur case blanche d7 · Tour blanche sur case blanche a6 · Roi blanc sur case noire a5 · Tour blanche sur case blanche b5 · Fou blanc sur case blanche f5 · Roi noir sur case blanche h5 · Pion blanc sur case blanche a4 · Pion noir sur case noire b4 · Fou noir sur case noire a3 · Pion blanc sur case blanche b3 · Pion noir sur case noire e3 · Pion noir sur case noire g3 · Cavalier blanc sur case blanche h3 · Pion noir sur case noire b2 · Pion noir sur case blanche c2 · Tour noire sur case blanche e2 · Pion noir sur case noire f2 · Pion blanc sur case blanche g2 · Tour noire sur case blanche b1 · Dame noire sur case noire c1 · Fou noir sur case blanche d1 · Cavalier noir sur case blanche f1 \| Fou blanc sur case noire d8 · Pion noir sur case noire a7 · Dame blanche sur case blanche d7 · Tour blanche sur case blanche a6 · Roi blanc sur case noire a5 · Tour blanche sur case blanche b5 · Fou blanc sur case blanche f5 · Roi noir sur case blanche h5 · Pion blanc sur case blanche a4 · Pion noir sur case noire b4 · Fou noir sur case noire a3 · Pion blanc sur case blanche b3 · Pion noir sur case noire e3 · Pion noir sur case noire g3 · Cavalier blanc sur case blanche h3 · Pion noir sur case noire b2 · Pion noir sur case blanche c2 · Tour noire sur case blanche e2 · Pion noir sur case noire f2 · Pion blanc sur case blanche g2 · Tour noire sur case blanche b1 · Dame noire sur case noire c1 · Fou noir sur case blanche d1 · Cavalier noir sur case blanche f1 \| Fou blanc sur case noire d8 · Pion noir sur case noire a7 · Dame blanche sur case blanche d7 · Tour blanche sur case blanche a6 · Roi blanc sur case noire a5 · Tour blanche sur case blanche b5 · Fou blanc sur case blanche f5 · Roi noir sur case blanche h5 · Pion blanc sur case blanche a4 · Pion noir sur case noire b4 · Fou noir sur case noire a3 · Pion blanc sur case blanche b3 · Pion noir sur case noire e3 · Pion noir sur case noire g3 · Cavalier blanc sur case blanche h3 · Pion noir sur case noire b2 · Pion noir sur case blanche c2 · Tour noire sur case blanche e2 · Pion noir sur case noire f2 · Pion blanc sur case blanche g2 · Tour noire sur case blanche b1 · Dame noire sur case noire c1 · Fou noir sur case blanche d1 · Cavalier noir sur case blanche f1 \| Fou blanc sur case noire d8 · Pion noir sur case noire a7 · Dame blanche sur case blanche d7 · Tour blanche sur case blanche a6 · Roi blanc sur case noire a5 · Tour blanche sur case blanche b5 · Fou blanc sur case blanche f5 · Roi noir sur case blanche h5 · Pion blanc sur case blanche a4 · Pion noir sur case noire b4 · Fou noir sur case noire a3 · Pion blanc sur case blanche b3 · Pion noir sur case noire e3 · Pion noir sur case noire g3 · Cavalier blanc sur case blanche h3 · Pion noir sur case noire b2 · Pion noir sur case blanche c2 · Tour noire sur case blanche e2 · Pion noir sur case noire f2 · Pion blanc sur case blanche g2 · Tour noire sur case blanche b1 · Dame noire sur case noire c1 · Fou noir sur case blanche d1 · Cavalier noir sur case blanche f1 \| Fou blanc sur case noire d8 · Pion noir sur case noire a7 · Dame blanche sur case blanche d7 · Tour blanche sur case blanche a6 · Roi blanc sur case noire a5 · Tour blanche sur case blanche b5 · Fou blanc sur case blanche f5 · Roi noir sur case blanche h5 · Pion blanc sur case blanche a4 · Pion noir sur case noire b4 · Fou noir sur case noire a3 · Pion blanc sur case blanche b3 · Pion noir sur case noire e3 · Pion noir sur case noire g3 · Cavalier blanc sur case blanche h3 · Pion noir sur case noire b2 · Pion noir sur case blanche c2 · Tour noire sur case blanche e2 · Pion noir sur case noire f2 · Pion blanc sur case blanche g2 · Tour noire sur case blanche b1 · Dame noire sur case noire c1 · Fou noir sur case blanche d1 · Cavalier noir sur case blanche f1 \| Fou blanc sur case noire d8 · Pion noir sur case noire a7 · Dame blanche sur case blanche d7 · Tour blanche sur case blanche a6 · Roi blanc sur case noire a5 · Tour blanche sur case blanche b5 · Fou blanc sur case blanche f5 · Roi noir sur case blanche h5 · Pion blanc sur case blanche a4 · Pion noir sur case noire b4 · Fou noir sur case noire a3 · Pion blanc sur case blanche b3 · Pion noir sur case noire e3 · Pion noir sur case noire g3 · Cavalier blanc sur case blanche h3 · Pion noir sur case noire b2 · Pion noir sur case blanche c2 · Tour noire sur case blanche e2 · Pion noir sur case noire f2 · Pion blanc sur case blanche g2 · Tour noire sur case blanche b1 · Dame noire sur case noire c1 · Fou noir sur case blanche d1 · Cavalier noir sur case blanche f1 \| Fou blanc sur case noire d8 · Pion noir sur case noire a7 · Dame blanche sur case blanche d7 · Tour blanche sur case blanche a6 · Roi blanc sur case noire a5 · Tour blanche sur case blanche b5 · Fou blanc sur case blanche f5 · Roi noir sur case blanche h5 · Pion blanc sur case blanche a4 · Pion noir sur case noire b4 · Fou noir sur case noire a3 · Pion blanc sur case blanche b3 · Pion noir sur case noire e3 · Pion noir sur case noire g3 · Cavalier blanc sur case blanche h3 · Pion noir sur case noire b2 · Pion noir sur case blanche c2 · Tour noire sur case blanche e2 · Pion noir sur case noire f2 · Pion blanc sur case blanche g2 · Tour noire sur case blanche b1 · Dame noire sur case noire c1 · Fou noir sur case blanche d1 · Cavalier noir sur case blanche f1 \| Fou blanc sur case noire d8 · Pion noir sur case noire a7 · Dame blanche sur case blanche d7 · Tour blanche sur case blanche a6 · Roi blanc sur case noire a5 · Tour blanche sur case blanche b5 · Fou blanc sur case blanche f5 · Roi noir sur case blanche h5 · Pion blanc sur case blanche a4 · Pion noir sur case noire b4 · Fou noir sur case noire a3 · Pion blanc sur case blanche b3 · Pion noir sur case noire e3 · Pion noir sur case noire g3 · Cavalier blanc sur case blanche h3 · Pion noir sur case noire b2 · Pion noir sur case blanche c2 · Tour noire sur case blanche e2 · Pion noir sur case noire f2 · Pion blanc sur case blanche g2 · Tour noire sur case blanche b1 · Dame noire sur case noire c1 · Fou noir sur case blanche d1 · Cavalier noir sur case blanche f1 \| 8 \| \| 7 \| Fou blanc sur case noire d8 · Pion noir sur case noire a7 · Dame blanche sur case blanche d7 · Tour blanche sur case blanche a6 · Roi blanc sur case noire a5 · Tour blanche sur case blanche b5 · Fou blanc sur case blanche f5 · Roi noir sur case blanche h5 · Pion blanc sur case blanche a4 · Pion noir sur case noire b4 · Fou noir sur case noire a3 · Pion blanc sur case blanche b3 · Pion noir sur case noire e3 · Pion noir sur case noire g3 · Cavalier blanc sur case blanche h3 · Pion noir sur case noire b2 · Pion noir sur case blanche c2 · Tour noire sur case blanche e2 · Pion noir sur case noire f2 · Pion blanc sur case blanche g2 · Tour noire sur case blanche b1 · Dame noire sur case noire c1 · Fou noir sur case blanche d1 · Cavalier noir sur case blanche f1 \| Fou blanc sur case noire d8 · Pion noir sur case noire a7 · Dame blanche sur case blanche d7 · Tour blanche sur case blanche a6 · Roi blanc sur case noire a5 · Tour blanche sur case blanche b5 · Fou blanc sur case blanche f5 · Roi noir sur case blanche h5 · Pion blanc sur case blanche a4 · Pion noir sur case noire b4 · Fou noir sur case noire a3 · Pion blanc sur case blanche b3 · Pion noir sur case noire e3 · Pion noir sur case noire g3 · Cavalier blanc sur case blanche h3 · Pion noir sur case noire b2 · Pion noir sur case blanche c2 · Tour noire sur case blanche e2 · Pion noir sur case noire f2 · Pion blanc sur case blanche g2 · Tour noire sur case blanche b1 · Dame noire sur case noire c1 · Fou noir sur case blanche d1 · Cavalier noir sur case blanche f1 \| Fou blanc sur case noire d8 · Pion noir sur case noire a7 · Dame blanche sur case blanche d7 · Tour blanche sur case blanche a6 · Roi blanc sur case noire a5 · Tour blanche sur case blanche b5 · Fou blanc sur case blanche f5 · Roi noir sur case blanche h5 · Pion blanc sur case blanche a4 · Pion noir sur case noire b4 · Fou noir sur case noire a3 · Pion blanc sur case blanche b3 · Pion noir sur case noire e3 · Pion noir sur case noire g3 · Cavalier blanc sur case blanche h3 · Pion noir sur case noire b2 · Pion noir sur case blanche c2 · Tour noire sur case blanche e2 · Pion noir sur case noire f2 · Pion blanc sur case blanche g2 · Tour noire sur case blanche b1 · Dame noire sur case noire c1 · Fou noir sur case blanche d1 · Cavalier noir sur case blanche f1 \| Fou blanc sur case noire d8 · Pion noir sur case noire a7 · Dame blanche sur case blanche d7 · Tour blanche sur case blanche a6 · Roi blanc sur case noire a5 · Tour blanche sur case blanche b5 · Fou blanc sur case blanche f5 · Roi noir sur case blanche h5 · Pion blanc sur case blanche a4 · Pion noir sur case noire b4 · Fou noir sur case noire a3 · Pion blanc sur case blanche b3 · Pion noir sur case noire e3 · Pion noir sur case noire g3 · Cavalier blanc sur case blanche h3 · Pion noir sur case noire b2 · Pion noir sur case blanche c2 · Tour noire sur case blanche e2 · Pion noir sur case noire f2 · Pion blanc sur case blanche g2 · Tour noire sur case blanche b1 · Dame noire sur case noire c1 · Fou noir sur case blanche d1 · Cavalier noir sur case blanche f1 \| Fou blanc sur case noire d8 · Pion noir sur case noire a7 · Dame blanche sur case blanche d7 · Tour blanche sur case blanche a6 · Roi blanc sur case noire a5 · Tour blanche sur case blanche b5 · Fou blanc sur case blanche f5 · Roi noir sur case blanche h5 · Pion blanc sur case blanche a4 · Pion noir sur case noire b4 · Fou noir sur case noire a3 · Pion blanc sur case blanche b3 · Pion noir sur case noire e3 · Pion noir sur case noire g3 · Cavalier blanc sur case blanche h3 · Pion noir sur case noire b2 · Pion noir sur case blanche c2 · Tour noire sur case blanche e2 · Pion noir sur case noire f2 · Pion blanc sur case blanche g2 · Tour noire sur case blanche b1 · Dame noire sur case noire c1 · Fou noir sur case blanche d1 · Cavalier noir sur case blanche f1 \| Fou blanc sur case noire d8 · Pion noir sur case noire a7 · Dame blanche sur case blanche d7 · Tour blanche sur case blanche a6 · Roi blanc sur case noire a5 · Tour blanche sur case blanche b5 · Fou blanc sur case blanche f5 · Roi noir sur case blanche h5 · Pion blanc sur case blanche a4 · Pion noir sur case noire b4 · Fou noir sur case noire a3 · Pion blanc sur case blanche b3 · Pion noir sur case noire e3 · Pion noir sur case noire g3 · Cavalier blanc sur case blanche h3 · Pion noir sur case noire b2 · Pion noir sur case blanche c2 · Tour noire sur case blanche e2 · Pion noir sur case noire f2 · Pion blanc sur case blanche g2 · Tour noire sur case blanche b1 · Dame noire sur case noire c1 · Fou noir sur case blanche d1 · Cavalier noir sur case blanche f1 \| Fou blanc sur case noire d8 · Pion noir sur case noire a7 · Dame blanche sur case blanche d7 · Tour blanche sur case blanche a6 · Roi blanc sur case noire a5 · Tour blanche sur case blanche b5 · Fou blanc sur case blanche f5 · Roi noir sur case blanche h5 · Pion blanc sur case blanche a4 · Pion noir sur case noire b4 · Fou noir sur case noire a3 · Pion blanc sur case blanche b3 · Pion noir sur case noire e3 · Pion noir sur case noire g3 · Cavalier blanc sur case blanche h3 · Pion noir sur case noire b2 · Pion noir sur case blanche c2 · Tour noire sur case blanche e2 · Pion noir sur case noire f2 · Pion blanc sur case blanche g2 · Tour noire sur case blanche b1 · Dame noire sur case noire c1 · Fou noir sur case blanche d1 · Cavalier noir sur case blanche f1 \| Fou blanc sur case noire d8 · Pion noir sur case noire a7 · Dame blanche sur case blanche d7 · Tour blanche sur case blanche a6 · Roi blanc sur case noire a5 · Tour blanche sur case blanche b5 · Fou blanc sur case blanche f5 · Roi noir sur case blanche h5 · Pion blanc sur case blanche a4 · Pion noir sur case noire b4 · Fou noir sur case noire a3 · Pion blanc sur case blanche b3 · Pion noir sur case noire e3 · Pion noir sur case noire g3 · Cavalier blanc sur case blanche h3 · Pion noir sur case noire b2 · Pion noir sur case blanche c2 · Tour noire sur case blanche e2 · Pion noir sur case noire f2 · Pion blanc sur case blanche g2 · Tour noire sur case blanche b1 · Dame noire sur case noire c1 · Fou noir sur case blanche d1 · Cavalier noir sur case blanche f1 \| 7 \| \| 6 \| Fou blanc sur case noire d8 · Pion noir sur case noire a7 · Dame blanche sur case blanche d7 · Tour blanche sur case blanche a6 · Roi blanc sur case noire a5 · Tour blanche sur case blanche b5 · Fou blanc sur case blanche f5 · Roi noir sur case blanche h5 · Pion blanc sur case blanche a4 · Pion noir sur case noire b4 · Fou noir sur case noire a3 · Pion blanc sur case blanche b3 · Pion noir sur case noire e3 · Pion noir sur case noire g3 · Cavalier blanc sur case blanche h3 · Pion noir sur case noire b2 · Pion noir sur case blanche c2 · Tour noire sur case blanche e2 · Pion noir sur case noire f2 · Pion blanc sur case blanche g2 · Tour noire sur case blanche b1 · Dame noire sur case noire c1 · Fou noir sur case blanche d1 · Cavalier noir sur case blanche f1 \| Fou blanc sur case noire d8 · Pion noir sur case noire a7 · Dame blanche sur case blanche d7 · Tour blanche sur case blanche a6 · Roi blanc sur case noire a5 · Tour blanche sur case blanche b5 · Fou blanc sur case blanche f5 · Roi noir sur case blanche h5 · Pion blanc sur case blanche a4 · Pion noir sur case noire b4 · Fou noir sur case noire a3 · Pion blanc sur case blanche b3 · Pion noir sur case noire e3 · Pion noir sur case noire g3 · Cavalier blanc sur case blanche h3 · Pion noir sur case noire b2 · Pion noir sur case blanche c2 · Tour noire sur case blanche e2 · Pion noir sur case noire f2 · Pion blanc sur case blanche g2 · Tour noire sur case blanche b1 · Dame noire sur case noire c1 · Fou noir sur case blanche d1 · Cavalier noir sur case blanche f1 \| Fou blanc sur case noire d8 · Pion noir sur case noire a7 · Dame blanche sur case blanche d7 · Tour blanche sur case blanche a6 · Roi blanc sur case noire a5 · Tour blanche sur case blanche b5 · Fou blanc sur case blanche f5 · Roi noir sur case blanche h5 · Pion blanc sur case blanche a4 · Pion noir sur case noire b4 · Fou noir sur case noire a3 · Pion blanc sur case blanche b3 · Pion noir sur case noire e3 · Pion noir sur case noire g3 · Cavalier blanc sur case blanche h3 · Pion noir sur case noire b2 · Pion noir sur case blanche c2 · Tour noire sur case blanche e2 · Pion noir sur case noire f2 · Pion blanc sur case blanche g2 · Tour noire sur case blanche b1 · Dame noire sur case noire c1 · Fou noir sur case blanche d1 · Cavalier noir sur case blanche f1 \| Fou blanc sur case noire d8 · Pion noir sur case noire a7 · Dame blanche sur case blanche d7 · Tour blanche sur case blanche a6 · Roi blanc sur case noire a5 · Tour blanche sur case blanche b5 · Fou blanc sur case blanche f5 · Roi noir sur case blanche h5 · Pion blanc sur case blanche a4 · Pion noir sur case noire b4 · Fou noir sur case noire a3 · Pion blanc sur case blanche b3 · Pion noir sur case noire e3 · Pion noir sur case noire g3 · Cavalier blanc sur case blanche h3 · Pion noir sur case noire b2 · Pion noir sur case blanche c2 · Tour noire sur case blanche e2 · Pion noir sur case noire f2 · Pion blanc sur case blanche g2 · Tour noire sur case blanche b1 · Dame noire sur case noire c1 · Fou noir sur case blanche d1 · Cavalier noir sur case blanche f1 \| Fou blanc sur case noire d8 · Pion noir sur case noire a7 · Dame blanche sur case blanche d7 · Tour blanche sur case blanche a6 · Roi blanc sur case noire a5 · Tour blanche sur case blanche b5 · Fou blanc sur case blanche f5 · Roi noir sur case blanche h5 · Pion blanc sur case blanche a4 · Pion noir sur case noire b4 · Fou noir sur case noire a3 · Pion blanc sur case blanche b3 · Pion noir sur case noire e3 · Pion noir sur case noire g3 · Cavalier blanc sur case blanche h3 · Pion noir sur case noire b2 · Pion noir sur case blanche c2 · Tour noire sur case blanche e2 · Pion noir sur case noire f2 · Pion blanc sur case blanche g2 · Tour noire sur case blanche b1 · Dame noire sur case noire c1 · Fou noir sur case blanche d1 · Cavalier noir sur case blanche f1 \| Fou blanc sur case noire d8 · Pion noir sur case noire a7 · Dame blanche sur case blanche d7 · Tour blanche sur case blanche a6 · Roi blanc sur case noire a5 · Tour blanche sur case blanche b5 · Fou blanc sur case blanche f5 · Roi noir sur case blanche h5 · Pion blanc sur case blanche a4 · Pion noir sur case noire b4 · Fou noir sur case noire a3 · Pion blanc sur case blanche b3 · Pion noir sur case noire e3 · Pion noir sur case noire g3 · Cavalier blanc sur case blanche h3 · Pion noir sur case noire b2 · Pion noir sur case blanche c2 · Tour noire sur case blanche e2 · Pion noir sur case noire f2 · Pion blanc sur case blanche g2 · Tour noire sur case blanche b1 · Dame noire sur case noire c1 · Fou noir sur case blanche d1 · Cavalier noir sur case blanche f1 \| Fou blanc sur case noire d8 · Pion noir sur case noire a7 · Dame blanche sur case blanche d7 · Tour blanche sur case blanche a6 · Roi blanc sur case noire a5 · Tour blanche sur case blanche b5 · Fou blanc sur case blanche f5 · Roi noir sur case blanche h5 · Pion blanc sur case blanche a4 · Pion noir sur case noire b4 · Fou noir sur case noire a3 · Pion blanc sur case blanche b3 · Pion noir sur case noire e3 · Pion noir sur case noire g3 · Cavalier blanc sur case blanche h3 · Pion noir sur case noire b2 · Pion noir sur case blanche c2 · Tour noire sur case blanche e2 · Pion noir sur case noire f2 · Pion blanc sur case blanche g2 · Tour noire sur case blanche b1 · Dame noire sur case noire c1 · Fou noir sur case blanche d1 · Cavalier noir sur case blanche f1 \| Fou blanc sur case noire d8 · Pion noir sur case noire a7 · Dame blanche sur case blanche d7 · Tour blanche sur case blanche a6 · Roi blanc sur case noire a5 · Tour blanche sur case blanche b5 · Fou blanc sur case blanche f5 · Roi noir sur case blanche h5 · Pion blanc sur case blanche a4 · Pion noir sur case noire b4 · Fou noir sur case noire a3 · Pion blanc sur case blanche b3 · Pion noir sur case noire e3 · Pion noir sur case noire g3 · Cavalier blanc sur case blanche h3 · Pion noir sur case noire b2 · Pion noir sur case blanche c2 · Tour noire sur case blanche e2 · Pion noir sur case noire f2 · Pion blanc sur case blanche g2 · Tour noire sur case blanche b1 · Dame noire sur case noire c1 · Fou noir sur case blanche d1 · Cavalier noir sur case blanche f1 \| 6 \| \| 5 \| Fou blanc sur case noire d8 · Pion noir sur case noire a7 · Dame blanche sur case blanche d7 · Tour blanche sur case blanche a6 · Roi blanc sur case noire a5 · Tour blanche sur case blanche b5 · Fou blanc sur case blanche f5 · Roi noir sur case blanche h5 · Pion blanc sur case blanche a4 · Pion noir sur case noire b4 · Fou noir sur case noire a3 · Pion blanc sur case blanche b3 · Pion noir sur case noire e3 · Pion noir sur case noire g3 · Cavalier blanc sur case blanche h3 · Pion noir sur case noire b2 · Pion noir sur case blanche c2 · Tour noire sur case blanche e2 · Pion noir sur case noire f2 · Pion blanc sur case blanche g2 · Tour noire sur case blanche b1 · Dame noire sur case noire c1 · Fou noir sur case blanche d1 · Cavalier noir sur case blanche f1 \| Fou blanc sur case noire d8 · Pion noir sur case noire a7 · Dame blanche sur case blanche d7 · Tour blanche sur case blanche a6 · Roi blanc sur case noire a5 · Tour blanche sur case blanche b5 · Fou blanc sur case blanche f5 · Roi noir sur case blanche h5 · Pion blanc sur case blanche a4 · Pion noir sur case noire b4 · Fou noir sur case noire a3 · Pion blanc sur case blanche b3 · Pion noir sur case noire e3 · Pion noir sur case noire g3 · Cavalier blanc sur case blanche h3 · Pion noir sur case noire b2 · Pion noir sur case blanche c2 · Tour noire sur case blanche e2 · Pion noir sur case noire f2 · Pion blanc sur case blanche g2 · Tour noire sur case blanche b1 · Dame noire sur case noire c1 · Fou noir sur case blanche d1 · Cavalier noir sur case blanche f1 \| Fou blanc sur case noire d8 · Pion noir sur case noire a7 · Dame blanche sur case blanche d7 · Tour blanche sur case blanche a6 · Roi blanc sur case noire a5 · Tour blanche sur case blanche b5 · Fou blanc sur case blanche f5 · Roi noir sur case blanche h5 · Pion blanc sur case blanche a4 · Pion noir sur case noire b4 · Fou noir sur case noire a3 · Pion blanc sur case blanche b3 · Pion noir sur case noire e3 · Pion noir sur case noire g3 · Cavalier blanc sur case blanche h3 · Pion noir sur case noire b2 · Pion noir sur case blanche c2 · Tour noire sur case blanche e2 · Pion noir sur case noire f2 · Pion blanc sur case blanche g2 · Tour noire sur case blanche b1 · Dame noire sur case noire c1 · Fou noir sur case blanche d1 · Cavalier noir sur case blanche f1 \| Fou blanc sur case noire d8 · Pion noir sur case noire a7 · Dame blanche sur case blanche d7 · Tour blanche sur case blanche a6 · Roi blanc sur case noire a5 · Tour blanche sur case blanche b5 · Fou blanc sur case blanche f5 · Roi noir sur case blanche h5 · Pion blanc sur case blanche a4 · Pion noir sur case noire b4 · Fou noir sur case noire a3 · Pion blanc sur case blanche b3 · Pion noir sur case noire e3 · Pion noir sur case noire g3 · Cavalier blanc sur case blanche h3 · Pion noir sur case noire b2 · Pion noir sur case blanche c2 · Tour noire sur case blanche e2 · Pion noir sur case noire f2 · Pion blanc sur case blanche g2 · Tour noire sur case blanche b1 · Dame noire sur case noire c1 · Fou noir sur case blanche d1 · Cavalier noir sur case blanche f1 \| Fou blanc sur case noire d8 · Pion noir sur case noire a7 · Dame blanche sur case blanche d7 · Tour blanche sur case blanche a6 · Roi blanc sur case noire a5 · Tour blanche sur case blanche b5 · Fou blanc sur case blanche f5 · Roi noir sur case blanche h5 · Pion blanc sur case blanche a4 · Pion noir sur case noire b4 · Fou noir sur case noire a3 · Pion blanc sur case blanche b3 · Pion noir sur case noire e3 · Pion noir sur case noire g3 · Cavalier blanc sur case blanche h3 · Pion noir sur case noire b2 · Pion noir sur case blanche c2 · Tour noire sur case blanche e2 · Pion noir sur case noire f2 · Pion blanc sur case blanche g2 · Tour noire sur case blanche b1 · Dame noire sur case noire c1 · Fou noir sur case blanche d1 · Cavalier noir sur case blanche f1 \| Fou blanc sur case noire d8 · Pion noir sur case noire a7 · Dame blanche sur case blanche d7 · Tour blanche sur case blanche a6 · Roi blanc sur case noire a5 · Tour blanche sur case blanche b5 · Fou blanc sur case blanche f5 · Roi noir sur case blanche h5 · Pion blanc sur case blanche a4 · Pion noir sur case noire b4 · Fou noir sur case noire a3 · Pion blanc sur case blanche b3 · Pion noir sur case noire e3 · Pion noir sur case noire g3 · Cavalier blanc sur case blanche h3 · Pion noir sur case noire b2 · Pion noir sur case blanche c2 · Tour noire sur case blanche e2 · Pion noir sur case noire f2 · Pion blanc sur case blanche g2 · Tour noire sur case blanche b1 · Dame noire sur case noire c1 · Fou noir sur case blanche d1 · Cavalier noir sur case blanche f1 \| Fou blanc sur case noire d8 · Pion noir sur case noire a7 · Dame blanche sur case blanche d7 · Tour blanche sur case blanche a6 · Roi blanc sur case noire a5 · Tour blanche sur case blanche b5 · Fou blanc sur case blanche f5 · Roi noir sur case blanche h5 · Pion blanc sur case blanche a4 · Pion noir sur case noire b4 · Fou noir sur case noire a3 · Pion blanc sur case blanche b3 · Pion noir sur case noire e3 · Pion noir sur case noire g3 · Cavalier blanc sur case blanche h3 · Pion noir sur case noire b2 · Pion noir sur case blanche c2 · Tour noire sur case blanche e2 · Pion noir sur case noire f2 · Pion blanc sur case blanche g2 · Tour noire sur case blanche b1 · Dame noire sur case noire c1 · Fou noir sur case blanche d1 · Cavalier noir sur case blanche f1 \| Fou blanc sur case noire d8 · Pion noir sur case noire a7 · Dame blanche sur case blanche d7 · Tour blanche sur case blanche a6 · Roi blanc sur case noire a5 · Tour blanche sur case blanche b5 · Fou blanc sur case blanche f5 · Roi noir sur case blanche h5 · Pion blanc sur case blanche a4 · Pion noir sur case noire b4 · Fou noir sur case noire a3 · Pion blanc sur case blanche b3 · Pion noir sur case noire e3 · Pion noir sur case noire g3 · Cavalier blanc sur case blanche h3 · Pion noir sur case noire b2 · Pion noir sur case blanche c2 · Tour noire sur case blanche e2 · Pion noir sur case noire f2 · Pion blanc sur case blanche g2 · Tour noire sur case blanche b1 · Dame noire sur case noire c1 · Fou noir sur case blanche d1 · Cavalier noir sur case blanche f1 \| 5 \| \| 4 \| Fou blanc sur case noire d8 · Pion noir sur case noire a7 · Dame blanche sur case blanche d7 · Tour blanche sur case blanche a6 · Roi blanc sur case noire a5 · Tour blanche sur case blanche b5 · Fou blanc sur case blanche f5 · Roi noir sur case blanche h5 · Pion blanc sur case blanche a4 · Pion noir sur case noire b4 · Fou noir sur case noire a3 · Pion blanc sur case blanche b3 · Pion noir sur case noire e3 · Pion noir sur case noire g3 · Cavalier blanc sur case blanche h3 · Pion noir sur case noire b2 · Pion noir sur case blanche c2 · Tour noire sur case blanche e2 · Pion noir sur case noire f2 · Pion blanc sur case blanche g2 · Tour noire sur case blanche b1 · Dame noire sur case noire c1 · Fou noir sur case blanche d1 · Cavalier noir sur case blanche f1 \| Fou blanc sur case noire d8 · Pion noir sur case noire a7 · Dame blanche sur case blanche d7 · Tour blanche sur case blanche a6 · Roi blanc sur case noire a5 · Tour blanche sur case blanche b5 · Fou blanc sur case blanche f5 · Roi noir sur case blanche h5 · Pion blanc sur case blanche a4 · Pion noir sur case noire b4 · Fou noir sur case noire a3 · Pion blanc sur case blanche b3 · Pion noir sur case noire e3 · Pion noir sur case noire g3 · Cavalier blanc sur case blanche h3 · Pion noir sur case noire b2 · Pion noir sur case blanche c2 · Tour noire sur case blanche e2 · Pion noir sur case noire f2 · Pion blanc sur case blanche g2 · Tour noire sur case blanche b1 · Dame noire sur case noire c1 · Fou noir sur case blanche d1 · Cavalier noir sur case blanche f1 \| Fou blanc sur case noire d8 · Pion noir sur case noire a7 · Dame blanche sur case blanche d7 · Tour blanche sur case blanche a6 · Roi blanc sur case noire a5 · Tour blanche sur case blanche b5 · Fou blanc sur case blanche f5 · Roi noir sur case blanche h5 · Pion blanc sur case blanche a4 · Pion noir sur case noire b4 · Fou noir sur case noire a3 · Pion blanc sur case blanche b3 · Pion noir sur case noire e3 · Pion noir sur case noire g3 · Cavalier blanc sur case blanche h3 · Pion noir sur case noire b2 · Pion noir sur case blanche c2 · Tour noire sur case blanche e2 · Pion noir sur case noire f2 · Pion blanc sur case blanche g2 · Tour noire sur case blanche b1 · Dame noire sur case noire c1 · Fou noir sur case blanche d1 · Cavalier noir sur case blanche f1 \| Fou blanc sur case noire d8 · Pion noir sur case noire a7 · Dame blanche sur case blanche d7 · Tour blanche sur case blanche a6 · Roi blanc sur case noire a5 · Tour blanche sur case blanche b5 · Fou blanc sur case blanche f5 · Roi noir sur case blanche h5 · Pion blanc sur case blanche a4 · Pion noir sur case noire b4 · Fou noir sur case noire a3 · Pion blanc sur case blanche b3 · Pion noir sur case noire e3 · Pion noir sur case noire g3 · Cavalier blanc sur case blanche h3 · Pion noir sur case noire b2 · Pion noir sur case blanche c2 · Tour noire sur case blanche e2 · Pion noir sur case noire f2 · Pion blanc sur case blanche g2 · Tour noire sur case blanche b1 · Dame noire sur case noire c1 · Fou noir sur case blanche d1 · Cavalier noir sur case blanche f1 \| Fou blanc sur case noire d8 · Pion noir sur case noire a7 · Dame blanche sur case blanche d7 · Tour blanche sur case blanche a6 · Roi blanc sur case noire a5 · Tour blanche sur case blanche b5 · Fou blanc sur case blanche f5 · Roi noir sur case blanche h5 · Pion blanc sur case blanche a4 · Pion noir sur case noire b4 · Fou noir sur case noire a3 · Pion blanc sur case blanche b3 · Pion noir sur case noire e3 · Pion noir sur case noire g3 · Cavalier blanc sur case blanche h3 · Pion noir sur case noire b2 · Pion noir sur case blanche c2 · Tour noire sur case blanche e2 · Pion noir sur case noire f2 · Pion blanc sur case blanche g2 · Tour noire sur case blanche b1 · Dame noire sur case noire c1 · Fou noir sur case blanche d1 · Cavalier noir sur case blanche f1 \| Fou blanc sur case noire d8 · Pion noir sur case noire a7 · Dame blanche sur case blanche d7 · Tour blanche sur case blanche a6 · Roi blanc sur case noire a5 · Tour blanche sur case blanche b5 · Fou blanc sur case blanche f5 · Roi noir sur case blanche h5 · Pion blanc sur case blanche a4 · Pion noir sur case noire b4 · Fou noir sur case noire a3 · Pion blanc sur case blanche b3 · Pion noir sur case noire e3 · Pion noir sur case noire g3 · Cavalier blanc sur case blanche h3 · Pion noir sur case noire b2 · Pion noir sur case blanche c2 · Tour noire sur case blanche e2 · Pion noir sur case noire f2 · Pion blanc sur case blanche g2 · Tour noire sur case blanche b1 · Dame noire sur case noire c1 · Fou noir sur case blanche d1 · Cavalier noir sur case blanche f1 \| Fou blanc sur case noire d8 · Pion noir sur case noire a7 · Dame blanche sur case blanche d7 · Tour blanche sur case blanche a6 · Roi blanc sur case noire a5 · Tour blanche sur case blanche b5 · Fou blanc sur case blanche f5 · Roi noir sur case blanche h5 · Pion blanc sur case blanche a4 · Pion noir sur case noire b4 · Fou noir sur case noire a3 · Pion blanc sur case blanche b3 · Pion noir sur case noire e3 · Pion noir sur case noire g3 · Cavalier blanc sur case blanche h3 · Pion noir sur case noire b2 · Pion noir sur case blanche c2 · Tour noire sur case blanche e2 · Pion noir sur case noire f2 · Pion blanc sur case blanche g2 · Tour noire sur case blanche b1 · Dame noire sur case noire c1 · Fou noir sur case blanche d1 · Cavalier noir sur case blanche f1 \| Fou blanc sur case noire d8 · Pion noir sur case noire a7 · Dame blanche sur case blanche d7 · Tour blanche sur case blanche a6 · Roi blanc sur case noire a5 · Tour blanche sur case blanche b5 · Fou blanc sur case blanche f5 · Roi noir sur case blanche h5 · Pion blanc sur case blanche a4 · Pion noir sur case noire b4 · Fou noir sur case noire a3 · Pion blanc sur case blanche b3 · Pion noir sur case noire e3 · Pion noir sur case noire g3 · Cavalier blanc sur case blanche h3 · Pion noir sur case noire b2 · Pion noir sur case blanche c2 · Tour noire sur case blanche e2 · Pion noir sur case noire f2 · Pion blanc sur case blanche g2 · Tour noire sur case blanche b1 · Dame noire sur case noire c1 · Fou noir sur case blanche d1 · Cavalier noir sur case blanche f1 \| 4 \| \| 3 \| Fou blanc sur case noire d8 · Pion noir sur case noire a7 · Dame blanche sur case blanche d7 · Tour blanche sur case blanche a6 · Roi blanc sur case noire a5 · Tour blanche sur case blanche b5 · Fou blanc sur case blanche f5 · Roi noir sur case blanche h5 · Pion blanc sur case blanche a4 · Pion noir sur case noire b4 · Fou noir sur case noire a3 · Pion blanc sur case blanche b3 · Pion noir sur case noire e3 · Pion noir sur case noire g3 · Cavalier blanc sur case blanche h3 · Pion noir sur case noire b2 · Pion noir sur case blanche c2 · Tour noire sur case blanche e2 · Pion noir sur case noire f2 · Pion blanc sur case blanche g2 · Tour noire sur case blanche b1 · Dame noire sur case noire c1 · Fou noir sur case blanche d1 · Cavalier noir sur case blanche f1 \| Fou blanc sur case noire d8 · Pion noir sur case noire a7 · Dame blanche sur case blanche d7 · Tour blanche sur case blanche a6 · Roi blanc sur case noire a5 · Tour blanche sur case blanche b5 · Fou blanc sur case blanche f5 · Roi noir sur case blanche h5 · Pion blanc sur case blanche a4 · Pion noir sur case noire b4 · Fou noir sur case noire a3 · Pion blanc sur case blanche b3 · Pion noir sur case noire e3 · Pion noir sur case noire g3 · Cavalier blanc sur case blanche h3 · Pion noir sur case noire b2 · Pion noir sur case blanche c2 · Tour noire sur case blanche e2 · Pion noir sur case noire f2 · Pion blanc sur case blanche g2 · Tour noire sur case blanche b1 · Dame noire sur case noire c1 · Fou noir sur case blanche d1 · Cavalier noir sur case blanche f1 \| Fou blanc sur case noire d8 · Pion noir sur case noire a7 · Dame blanche sur case blanche d7 · Tour blanche sur case blanche a6 · Roi blanc sur case noire a5 · Tour blanche sur case blanche b5 · Fou blanc sur case blanche f5 · Roi noir sur case blanche h5 · Pion blanc sur case blanche a4 · Pion noir sur case noire b4 · Fou noir sur case noire a3 · Pion blanc sur case blanche b3 · Pion noir sur case noire e3 · Pion noir sur case noire g3 · Cavalier blanc sur case blanche h3 · Pion noir sur case noire b2 · Pion noir sur case blanche c2 · Tour noire sur case blanche e2 · Pion noir sur case noire f2 · Pion blanc sur case blanche g2 · Tour noire sur case blanche b1 · Dame noire sur case noire c1 · Fou noir sur case blanche d1 · Cavalier noir sur case blanche f1 \| Fou blanc sur case noire d8 · Pion noir sur case noire a7 · Dame blanche sur case blanche d7 · Tour blanche sur case blanche a6 · Roi blanc sur case noire a5 · Tour blanche sur case blanche b5 · Fou blanc sur case blanche f5 · Roi noir sur case blanche h5 · Pion blanc sur case blanche a4 · Pion noir sur case noire b4 · Fou noir sur case noire a3 · Pion blanc sur case blanche b3 · Pion noir sur case noire e3 · Pion noir sur case noire g3 · Cavalier blanc sur case blanche h3 · Pion noir sur case noire b2 · Pion noir sur case blanche c2 · Tour noire sur case blanche e2 · Pion noir sur case noire f2 · Pion blanc sur case blanche g2 · Tour noire sur case blanche b1 · Dame noire sur case noire c1 · Fou noir sur case blanche d1 · Cavalier noir sur case blanche f1 \| Fou blanc sur case noire d8 · Pion noir sur case noire a7 · Dame blanche sur case blanche d7 · Tour blanche sur case blanche a6 · Roi blanc sur case noire a5 · Tour blanche sur case blanche b5 · Fou blanc sur case blanche f5 · Roi noir sur case blanche h5 · Pion blanc sur case blanche a4 · Pion noir sur case noire b4 · Fou noir sur case noire a3 · Pion blanc sur case blanche b3 · Pion noir sur case noire e3 · Pion noir sur case noire g3 · Cavalier blanc sur case blanche h3 · Pion noir sur case noire b2 · Pion noir sur case blanche c2 · Tour noire sur case blanche e2 · Pion noir sur case noire f2 · Pion blanc sur case blanche g2 · Tour noire sur case blanche b1 · Dame noire sur case noire c1 · Fou noir sur case blanche d1 · Cavalier noir sur case blanche f1 \| Fou blanc sur case noire d8 · Pion noir sur case noire a7 · Dame blanche sur case blanche d7 · Tour blanche sur case blanche a6 · Roi blanc sur case noire a5 · Tour blanche sur case blanche b5 · Fou blanc sur case blanche f5 · Roi noir sur case blanche h5 · Pion blanc sur case blanche a4 · Pion noir sur case noire b4 · Fou noir sur case noire a3 · Pion blanc sur case blanche b3 · Pion noir sur case noire e3 · Pion noir sur case noire g3 · Cavalier blanc sur case blanche h3 · Pion noir sur case noire b2 · Pion noir sur case blanche c2 · Tour noire sur case blanche e2 · Pion noir sur case noire f2 · Pion blanc sur case blanche g2 · Tour noire sur case blanche b1 · Dame noire sur case noire c1 · Fou noir sur case blanche d1 · Cavalier noir sur case blanche f1 \| Fou blanc sur case noire d8 · Pion noir sur case noire a7 · Dame blanche sur case blanche d7 · Tour blanche sur case blanche a6 · Roi blanc sur case noire a5 · Tour blanche sur case blanche b5 · Fou blanc sur case blanche f5 · Roi noir sur case blanche h5 · Pion blanc sur case blanche a4 · Pion noir sur case noire b4 · Fou noir sur case noire a3 · Pion blanc sur case blanche b3 · Pion noir sur case noire e3 · Pion noir sur case noire g3 · Cavalier blanc sur case blanche h3 · Pion noir sur case noire b2 · Pion noir sur case blanche c2 · Tour noire sur case blanche e2 · Pion noir sur case noire f2 · Pion blanc sur case blanche g2 · Tour noire sur case blanche b1 · Dame noire sur case noire c1 · Fou noir sur case blanche d1 · Cavalier noir sur case blanche f1 \| Fou blanc sur case noire d8 · Pion noir sur case noire a7 · Dame blanche sur case blanche d7 · Tour blanche sur case blanche a6 · Roi blanc sur case noire a5 · Tour blanche sur case blanche b5 · Fou blanc sur case blanche f5 · Roi noir sur case blanche h5 · Pion blanc sur case blanche a4 · Pion noir sur case noire b4 · Fou noir sur case noire a3 · Pion blanc sur case blanche b3 · Pion noir sur case noire e3 · Pion noir sur case noire g3 · Cavalier blanc sur case blanche h3 · Pion noir sur case noire b2 · Pion noir sur case blanche c2 · Tour noire sur case blanche e2 · Pion noir sur case noire f2 · Pion blanc sur case blanche g2 · Tour noire sur case blanche b1 · Dame noire sur case noire c1 · Fou noir sur case blanche d1 · Cavalier noir sur case blanche f1 \| 3 \| \| 2 \| Fou blanc sur case noire d8 · Pion noir sur case noire a7 · Dame blanche sur case blanche d7 · Tour blanche sur case blanche a6 · Roi blanc sur case noire a5 · Tour blanche sur case blanche b5 · Fou blanc sur case blanche f5 · Roi noir sur case blanche h5 · Pion blanc sur case blanche a4 · Pion noir sur case noire b4 · Fou noir sur case noire a3 · Pion blanc sur case blanche b3 · Pion noir sur case noire e3 · Pion noir sur case noire g3 · Cavalier blanc sur case blanche h3 · Pion noir sur case noire b2 · Pion noir sur case blanche c2 · Tour noire sur case blanche e2 · Pion noir sur case noire f2 · Pion blanc sur case blanche g2 · Tour noire sur case blanche b1 · Dame noire sur case noire c1 · Fou noir sur case blanche d1 · Cavalier noir sur case blanche f1 \| Fou blanc sur case noire d8 · Pion noir sur case noire a7 · Dame blanche sur case blanche d7 · Tour blanche sur case blanche a6 · Roi blanc sur case noire a5 · Tour blanche sur case blanche b5 · Fou blanc sur case blanche f5 · Roi noir sur case blanche h5 · Pion blanc sur case blanche a4 · Pion noir sur case noire b4 · Fou noir sur case noire a3 · Pion blanc sur case blanche b3 · Pion noir sur case noire e3 · Pion noir sur case noire g3 · Cavalier blanc sur case blanche h3 · Pion noir sur case noire b2 · Pion noir sur case blanche c2 · Tour noire sur case blanche e2 · Pion noir sur case noire f2 · Pion blanc sur case blanche g2 · Tour noire sur case blanche b1 · Dame noire sur case noire c1 · Fou noir sur case blanche d1 · Cavalier noir sur case blanche f1 \| Fou blanc sur case noire d8 · Pion noir sur case noire a7 · Dame blanche sur case blanche d7 · Tour blanche sur case blanche a6 · Roi blanc sur case noire a5 · Tour blanche sur case blanche b5 · Fou blanc sur case blanche f5 · Roi noir sur case blanche h5 · Pion blanc sur case blanche a4 · Pion noir sur case noire b4 · Fou noir sur case noire a3 · Pion blanc sur case blanche b3 · Pion noir sur case noire e3 · Pion noir sur case noire g3 · Cavalier blanc sur case blanche h3 · Pion noir sur case noire b2 · Pion noir sur case blanche c2 · Tour noire sur case blanche e2 · Pion noir sur case noire f2 · Pion blanc sur case blanche g2 · Tour noire sur case blanche b1 · Dame noire sur case noire c1 · Fou noir sur case blanche d1 · Cavalier noir sur case blanche f1 \| Fou blanc sur case noire d8 · Pion noir sur case noire a7 · Dame blanche sur case blanche d7 · Tour blanche sur case blanche a6 · Roi blanc sur case noire a5 · Tour blanche sur case blanche b5 · Fou blanc sur case blanche f5 · Roi noir sur case blanche h5 · Pion blanc sur case blanche a4 · Pion noir sur case noire b4 · Fou noir sur case noire a3 · Pion blanc sur case blanche b3 · Pion noir sur case noire e3 · Pion noir sur case noire g3 · Cavalier blanc sur case blanche h3 · Pion noir sur case noire b2 · Pion noir sur case blanche c2 · Tour noire sur case blanche e2 · Pion noir sur case noire f2 · Pion blanc sur case blanche g2 · Tour noire sur case blanche b1 · Dame noire sur case noire c1 · Fou noir sur case blanche d1 · Cavalier noir sur case blanche f1 \| Fou blanc sur case noire d8 · Pion noir sur case noire a7 · Dame blanche sur case blanche d7 · Tour blanche sur case blanche a6 · Roi blanc sur case noire a5 · Tour blanche sur case blanche b5 · Fou blanc sur case blanche f5 · Roi noir sur case blanche h5 · Pion blanc sur case blanche a4 · Pion noir sur case noire b4 · Fou noir sur case noire a3 · Pion blanc sur case blanche b3 · Pion noir sur case noire e3 · Pion noir sur case noire g3 · Cavalier blanc sur case blanche h3 · Pion noir sur case noire b2 · Pion noir sur case blanche c2 · Tour noire sur case blanche e2 · Pion noir sur case noire f2 · Pion blanc sur case blanche g2 · Tour noire sur case blanche b1 · Dame noire sur case noire c1 · Fou noir sur case blanche d1 · Cavalier noir sur case blanche f1 \| Fou blanc sur case noire d8 · Pion noir sur case noire a7 · Dame blanche sur case blanche d7 · Tour blanche sur case blanche a6 · Roi blanc sur case noire a5 · Tour blanche sur case blanche b5 · Fou blanc sur case blanche f5 · Roi noir sur case blanche h5 · Pion blanc sur case blanche a4 · Pion noir sur case noire b4 · Fou noir sur case noire a3 · Pion blanc sur case blanche b3 · Pion noir sur case noire e3 · Pion noir sur case noire g3 · Cavalier blanc sur case blanche h3 · Pion noir sur case noire b2 · Pion noir sur case blanche c2 · Tour noire sur case blanche e2 · Pion noir sur case noire f2 · Pion blanc sur case blanche g2 · Tour noire sur case blanche b1 · Dame noire sur case noire c1 · Fou noir sur case blanche d1 · Cavalier noir sur case blanche f1 \| Fou blanc sur case noire d8 · Pion noir sur case noire a7 · Dame blanche sur case blanche d7 · Tour blanche sur case blanche a6 · Roi blanc sur case noire a5 · Tour blanche sur case blanche b5 · Fou blanc sur case blanche f5 · Roi noir sur case blanche h5 · Pion blanc sur case blanche a4 · Pion noir sur case noire b4 · Fou noir sur case noire a3 · Pion blanc sur case blanche b3 · Pion noir sur case noire e3 · Pion noir sur case noire g3 · Cavalier blanc sur case blanche h3 · Pion noir sur case noire b2 · Pion noir sur case blanche c2 · Tour noire sur case blanche e2 · Pion noir sur case noire f2 · Pion blanc sur case blanche g2 · Tour noire sur case blanche b1 · Dame noire sur case noire c1 · Fou noir sur case blanche d1 · Cavalier noir sur case blanche f1 \| Fou blanc sur case noire d8 · Pion noir sur case noire a7 · Dame blanche sur case blanche d7 · Tour blanche sur case blanche a6 · Roi blanc sur case noire a5 · Tour blanche sur case blanche b5 · Fou blanc sur case blanche f5 · Roi noir sur case blanche h5 · Pion blanc sur case blanche a4 · Pion noir sur case noire b4 · Fou noir sur case noire a3 · Pion blanc sur case blanche b3 · Pion noir sur case noire e3 · Pion noir sur case noire g3 · Cavalier blanc sur case blanche h3 · Pion noir sur case noire b2 · Pion noir sur case blanche c2 · Tour noire sur case blanche e2 · Pion noir sur case noire f2 · Pion blanc sur case blanche g2 · Tour noire sur case blanche b1 · Dame noire sur case noire c1 · Fou noir sur case blanche d1 · Cavalier noir sur case blanche f1 \| 2 \| \| 1 \| Fou blanc sur case noire d8 · Pion noir sur case noire a7 · Dame blanche sur case blanche d7 · Tour blanche sur case blanche a6 · Roi blanc sur case noire a5 · Tour blanche sur case blanche b5 · Fou blanc sur case blanche f5 · Roi noir sur case blanche h5 · Pion blanc sur case blanche a4 · Pion noir sur case noire b4 · Fou noir sur case noire a3 · Pion blanc sur case blanche b3 · Pion noir sur case noire e3 · Pion noir sur case noire g3 · Cavalier blanc sur case blanche h3 · Pion noir sur case noire b2 · Pion noir sur case blanche c2 · Tour noire sur case blanche e2 · Pion noir sur case noire f2 · Pion blanc sur case blanche g2 · Tour noire sur case blanche b1 · Dame noire sur case noire c1 · Fou noir sur case blanche d1 · Cavalier noir sur case blanche f1 \| Fou blanc sur case noire d8 · Pion noir sur case noire a7 · Dame blanche sur case blanche d7 · Tour blanche sur case blanche a6 · Roi blanc sur case noire a5 · Tour blanche sur case blanche b5 · Fou blanc sur case blanche f5 · Roi noir sur case blanche h5 · Pion blanc sur case blanche a4 · Pion noir sur case noire b4 · Fou noir sur case noire a3 · Pion blanc sur case blanche b3 · Pion noir sur case noire e3 · Pion noir sur case noire g3 · Cavalier blanc sur case blanche h3 · Pion noir sur case noire b2 · Pion noir sur case blanche c2 · Tour noire sur case blanche e2 · Pion noir sur case noire f2 · Pion blanc sur case blanche g2 · Tour noire sur case blanche b1 · Dame noire sur case noire c1 · Fou noir sur case blanche d1 · Cavalier noir sur case blanche f1 \| Fou blanc sur case noire d8 · Pion noir sur case noire a7 · Dame blanche sur case blanche d7 · Tour blanche sur case blanche a6 · Roi blanc sur case noire a5 · Tour blanche sur case blanche b5 · Fou blanc sur case blanche f5 · Roi noir sur case blanche h5 · Pion blanc sur case blanche a4 · Pion noir sur case noire b4 · Fou noir sur case noire a3 · Pion blanc sur case blanche b3 · Pion noir sur case noire e3 · Pion noir sur case noire g3 · Cavalier blanc sur case blanche h3 · Pion noir sur case noire b2 · Pion noir sur case blanche c2 · Tour noire sur case blanche e2 · Pion noir sur case noire f2 · Pion blanc sur case blanche g2 · Tour noire sur case blanche b1 · Dame noire sur case noire c1 · Fou noir sur case blanche d1 · Cavalier noir sur case blanche f1 \| Fou blanc sur case noire d8 · Pion noir sur case noire a7 · Dame blanche sur case blanche d7 · Tour blanche sur case blanche a6 · Roi blanc sur case noire a5 · Tour blanche sur case blanche b5 · Fou blanc sur case blanche f5 · Roi noir sur case blanche h5 · Pion blanc sur case blanche a4 · Pion noir sur case noire b4 · Fou noir sur case noire a3 · Pion blanc sur case blanche b3 · Pion noir sur case noire e3 · Pion noir sur case noire g3 · Cavalier blanc sur case blanche h3 · Pion noir sur case noire b2 · Pion noir sur case blanche c2 · Tour noire sur case blanche e2 · Pion noir sur case noire f2 · Pion blanc sur case blanche g2 · Tour noire sur case blanche b1 · Dame noire sur case noire c1 · Fou noir sur case blanche d1 · Cavalier noir sur case blanche f1 \| Fou blanc sur case noire d8 · Pion noir sur case noire a7 · Dame blanche sur case blanche d7 · Tour blanche sur case blanche a6 · Roi blanc sur case noire a5 · Tour blanche sur case blanche b5 · Fou blanc sur case blanche f5 · Roi noir sur case blanche h5 · Pion blanc sur case blanche a4 · Pion noir sur case noire b4 · Fou noir sur case noire a3 · Pion blanc sur case blanche b3 · Pion noir sur case noire e3 · Pion noir sur case noire g3 · Cavalier blanc sur case blanche h3 · Pion noir sur case noire b2 · Pion noir sur case blanche c2 · Tour noire sur case blanche e2 · Pion noir sur case noire f2 · Pion blanc sur case blanche g2 · Tour noire sur case blanche b1 · Dame noire sur case noire c1 · Fou noir sur case blanche d1 · Cavalier noir sur case blanche f1 \| Fou blanc sur case noire d8 · Pion noir sur case noire a7 · Dame blanche sur case blanche d7 · Tour blanche sur case blanche a6 · Roi blanc sur case noire a5 · Tour blanche sur case blanche b5 · Fou blanc sur case blanche f5 · Roi noir sur case blanche h5 · Pion blanc sur case blanche a4 · Pion noir sur case noire b4 · Fou noir sur case noire a3 · Pion blanc sur case blanche b3 · Pion noir sur case noire e3 · Pion noir sur case noire g3 · Cavalier blanc sur case blanche h3 · Pion noir sur case noire b2 · Pion noir sur case blanche c2 · Tour noire sur case blanche e2 · Pion noir sur case noire f2 · Pion blanc sur case blanche g2 · Tour noire sur case blanche b1 · Dame noire sur case noire c1 · Fou noir sur case blanche d1 · Cavalier noir sur case blanche f1 \| Fou blanc sur case noire d8 · Pion noir sur case noire a7 · Dame blanche sur case blanche d7 · Tour blanche sur case blanche a6 · Roi blanc sur case noire a5 · Tour blanche sur case blanche b5 · Fou blanc sur case blanche f5 · Roi noir sur case blanche h5 · Pion blanc sur case blanche a4 · Pion noir sur case noire b4 · Fou noir sur case noire a3 · Pion blanc sur case blanche b3 · Pion noir sur case noire e3 · Pion noir sur case noire g3 · Cavalier blanc sur case blanche h3 · Pion noir sur case noire b2 · Pion noir sur case blanche c2 · Tour noire sur case blanche e2 · Pion noir sur case noire f2 · Pion blanc sur case blanche g2 · Tour noire sur case blanche b1 · Dame noire sur case noire c1 · Fou noir sur case blanche d1 · Cavalier noir sur case blanche f1 \| Fou blanc sur case noire d8 · Pion noir sur case noire a7 · Dame blanche sur case blanche d7 · Tour blanche sur case blanche a6 · Roi blanc sur case noire a5 · Tour blanche sur case blanche b5 · Fou blanc sur case blanche f5 · Roi noir sur case blanche h5 · Pion blanc sur case blanche a4 · Pion noir sur case noire b4 · Fou noir sur case noire a3 · Pion blanc sur case blanche b3 · Pion noir sur case noire e3 · Pion noir sur case noire g3 · Cavalier blanc sur case blanche h3 · Pion noir sur case noire b2 · Pion noir sur case blanche c2 · Tour noire sur case blanche e2 · Pion noir sur case noire f2 · Pion blanc sur case blanche g2 · Tour noire sur case blanche b1 · Dame noire sur case noire c1 · Fou noir sur case blanche d1 · Cavalier noir sur case blanche f1 \| 1 \| \| \| a \| b \| c \| d \| e \| f \| g \| h \| \| Mat inverse en 6 coups | - Solution 1 : 1. Dd2!! Dxd2 (ou Txd2) 2. Fd3+ Rg4 3. Tg5+ Rh4 4. Td5+ Rg4 5. Ff5+ Rh5 6. Fc8+ Dxd5 mat - Solution 2 : 1. ... exd2 2. Fe4+ Rg4 3. Tg5+ Rh4 4. Te5+ Rg4 5. Ff5+ Rh5 6. Fc8+ Txe5 mat | | | | | | | |   |
| | a | b | c | d | e | f | g | h |   |
| 8 | Fou blanc sur case noire d8 · Pion noir sur case noire a7 · Dame blanche sur case blanche d7 · Tour blanche sur case blanche a6 · Roi blanc sur case noire a5 · Tour blanche sur case blanche b5 · Fou blanc sur case blanche f5 · Roi noir sur case blanche h5 · Pion blanc sur case blanche a4 · Pion noir sur case noire b4 · Fou noir sur case noire a3 · Pion blanc sur case blanche b3 · Pion noir sur case noire e3 · Pion noir sur case noire g3 · Cavalier blanc sur case blanche h3 · Pion noir sur case noire b2 · Pion noir sur case blanche c2 · Tour noire sur case blanche e2 · Pion noir sur case noire f2 · Pion blanc sur case blanche g2 · Tour noire sur case blanche b1 · Dame noire sur case noire c1 · Fou noir sur case blanche d1 · Cavalier noir sur case blanche f1 | Fou blanc sur case noire d8 · Pion noir sur case noire a7 · Dame blanche sur case blanche d7 · Tour blanche sur case blanche a6 · Roi blanc sur case noire a5 · Tour blanche sur case blanche b5 · Fou blanc sur case blanche f5 · Roi noir sur case blanche h5 · Pion blanc sur case blanche a4 · Pion noir sur case noire b4 · Fou noir sur case noire a3 · Pion blanc sur case blanche b3 · Pion noir sur case noire e3 · Pion noir sur case noire g3 · Cavalier blanc sur case blanche h3 · Pion noir sur case noire b2 · Pion noir sur case blanche c2 · Tour noire sur case blanche e2 · Pion noir sur case noire f2 · Pion blanc sur case blanche g2 · Tour noire sur case blanche b1 · Dame noire sur case noire c1 · Fou noir sur case blanche d1 · Cavalier noir sur case blanche f1 | Fou blanc sur case noire d8 · Pion noir sur case noire a7 · Dame blanche sur case blanche d7 · Tour blanche sur case blanche a6 · Roi blanc sur case noire a5 · Tour blanche sur case blanche b5 · Fou blanc sur case blanche f5 · Roi noir sur case blanche h5 · Pion blanc sur case blanche a4 · Pion noir sur case noire b4 · Fou noir sur case noire a3 · Pion blanc sur case blanche b3 · Pion noir sur case noire e3 · Pion noir sur case noire g3 · Cavalier blanc sur case blanche h3 · Pion noir sur case noire b2 · Pion noir sur case blanche c2 · Tour noire sur case blanche e2 · Pion noir sur case noire f2 · Pion blanc sur case blanche g2 · Tour noire sur case blanche b1 · Dame noire sur case noire c1 · Fou noir sur case blanche d1 · Cavalier noir sur case blanche f1 | Fou blanc sur case noire d8 · Pion noir sur case noire a7 · Dame blanche sur case blanche d7 · Tour blanche sur case blanche a6 · Roi blanc sur case noire a5 · Tour blanche sur case blanche b5 · Fou blanc sur case blanche f5 · Roi noir sur case blanche h5 · Pion blanc sur case blanche a4 · Pion noir sur case noire b4 · Fou noir sur case noire a3 · Pion blanc sur case blanche b3 · Pion noir sur case noire e3 · Pion noir sur case noire g3 · Cavalier blanc sur case blanche h3 · Pion noir sur case noire b2 · Pion noir sur case blanche c2 · Tour noire sur case blanche e2 · Pion noir sur case noire f2 · Pion blanc sur case blanche g2 · Tour noire sur case blanche b1 · Dame noire sur case noire c1 · Fou noir sur case blanche d1 · Cavalier noir sur case blanche f1 | Fou blanc sur case noire d8 · Pion noir sur case noire a7 · Dame blanche sur case blanche d7 · Tour blanche sur case blanche a6 · Roi blanc sur case noire a5 · Tour blanche sur case blanche b5 · Fou blanc sur case blanche f5 · Roi noir sur case blanche h5 · Pion blanc sur case blanche a4 · Pion noir sur case noire b4 · Fou noir sur case noire a3 · Pion blanc sur case blanche b3 · Pion noir sur case noire e3 · Pion noir sur case noire g3 · Cavalier blanc sur case blanche h3 · Pion noir sur case noire b2 · Pion noir sur case blanche c2 · Tour noire sur case blanche e2 · Pion noir sur case noire f2 · Pion blanc sur case blanche g2 · Tour noire sur case blanche b1 · Dame noire sur case noire c1 · Fou noir sur case blanche d1 · Cavalier noir sur case blanche f1 | Fou blanc sur case noire d8 · Pion noir sur case noire a7 · Dame blanche sur case blanche d7 · Tour blanche sur case blanche a6 · Roi blanc sur case noire a5 · Tour blanche sur case blanche b5 · Fou blanc sur case blanche f5 · Roi noir sur case blanche h5 · Pion blanc sur case blanche a4 · Pion noir sur case noire b4 · Fou noir sur case noire a3 · Pion blanc sur case blanche b3 · Pion noir sur case noire e3 · Pion noir sur case noire g3 · Cavalier blanc sur case blanche h3 · Pion noir sur case noire b2 · Pion noir sur case blanche c2 · Tour noire sur case blanche e2 · Pion noir sur case noire f2 · Pion blanc sur case blanche g2 · Tour noire sur case blanche b1 · Dame noire sur case noire c1 · Fou noir sur case blanche d1 · Cavalier noir sur case blanche f1 | Fou blanc sur case noire d8 · Pion noir sur case noire a7 · Dame blanche sur case blanche d7 · Tour blanche sur case blanche a6 · Roi blanc sur case noire a5 · Tour blanche sur case blanche b5 · Fou blanc sur case blanche f5 · Roi noir sur case blanche h5 · Pion blanc sur case blanche a4 · Pion noir sur case noire b4 · Fou noir sur case noire a3 · Pion blanc sur case blanche b3 · Pion noir sur case noire e3 · Pion noir sur case noire g3 · Cavalier blanc sur case blanche h3 · Pion noir sur case noire b2 · Pion noir sur case blanche c2 · Tour noire sur case blanche e2 · Pion noir sur case noire f2 · Pion blanc sur case blanche g2 · Tour noire sur case blanche b1 · Dame noire sur case noire c1 · Fou noir sur case blanche d1 · Cavalier noir sur case blanche f1 | Fou blanc sur case noire d8 · Pion noir sur case noire a7 · Dame blanche sur case blanche d7 · Tour blanche sur case blanche a6 · Roi blanc sur case noire a5 · Tour blanche sur case blanche b5 · Fou blanc sur case blanche f5 · Roi noir sur case blanche h5 · Pion blanc sur case blanche a4 · Pion noir sur case noire b4 · Fou noir sur case noire a3 · Pion blanc sur case blanche b3 · Pion noir sur case noire e3 · Pion noir sur case noire g3 · Cavalier blanc sur case blanche h3 · Pion noir sur case noire b2 · Pion noir sur case blanche c2 · Tour noire sur case blanche e2 · Pion noir sur case noire f2 · Pion blanc sur case blanche g2 · Tour noire sur case blanche b1 · Dame noire sur case noire c1 · Fou noir sur case blanche d1 · Cavalier noir sur case blanche f1 | 8 |
| 7 | Fou blanc sur case noire d8 · Pion noir sur case noire a7 · Dame blanche sur case blanche d7 · Tour blanche sur case blanche a6 · Roi blanc sur case noire a5 · Tour blanche sur case blanche b5 · Fou blanc sur case blanche f5 · Roi noir sur case blanche h5 · Pion blanc sur case blanche a4 · Pion noir sur case noire b4 · Fou noir sur case noire a3 · Pion blanc sur case blanche b3 · Pion noir sur case noire e3 · Pion noir sur case noire g3 · Cavalier blanc sur case blanche h3 · Pion noir sur case noire b2 · Pion noir sur case blanche c2 · Tour noire sur case blanche e2 · Pion noir sur case noire f2 · Pion blanc sur case blanche g2 · Tour noire sur case blanche b1 · Dame noire sur case noire c1 · Fou noir sur case blanche d1 · Cavalier noir sur case blanche f1 | Fou blanc sur case noire d8 · Pion noir sur case noire a7 · Dame blanche sur case blanche d7 · Tour blanche sur case blanche a6 · Roi blanc sur case noire a5 · Tour blanche sur case blanche b5 · Fou blanc sur case blanche f5 · Roi noir sur case blanche h5 · Pion blanc sur case blanche a4 · Pion noir sur case noire b4 · Fou noir sur case noire a3 · Pion blanc sur case blanche b3 · Pion noir sur case noire e3 · Pion noir sur case noire g3 · Cavalier blanc sur case blanche h3 · Pion noir sur case noire b2 · Pion noir sur case blanche c2 · Tour noire sur case blanche e2 · Pion noir sur case noire f2 · Pion blanc sur case blanche g2 · Tour noire sur case blanche b1 · Dame noire sur case noire c1 · Fou noir sur case blanche d1 · Cavalier noir sur case blanche f1 | Fou blanc sur case noire d8 · Pion noir sur case noire a7 · Dame blanche sur case blanche d7 · Tour blanche sur case blanche a6 · Roi blanc sur case noire a5 · Tour blanche sur case blanche b5 · Fou blanc sur case blanche f5 · Roi noir sur case blanche h5 · Pion blanc sur case blanche a4 · Pion noir sur case noire b4 · Fou noir sur case noire a3 · Pion blanc sur case blanche b3 · Pion noir sur case noire e3 · Pion noir sur case noire g3 · Cavalier blanc sur case blanche h3 · Pion noir sur case noire b2 · Pion noir sur case blanche c2 · Tour noire sur case blanche e2 · Pion noir sur case noire f2 · Pion blanc sur case blanche g2 · Tour noire sur case blanche b1 · Dame noire sur case noire c1 · Fou noir sur case blanche d1 · Cavalier noir sur case blanche f1 | Fou blanc sur case noire d8 · Pion noir sur case noire a7 · Dame blanche sur case blanche d7 · Tour blanche sur case blanche a6 · Roi blanc sur case noire a5 · Tour blanche sur case blanche b5 · Fou blanc sur case blanche f5 · Roi noir sur case blanche h5 · Pion blanc sur case blanche a4 · Pion noir sur case noire b4 · Fou noir sur case noire a3 · Pion blanc sur case blanche b3 · Pion noir sur case noire e3 · Pion noir sur case noire g3 · Cavalier blanc sur case blanche h3 · Pion noir sur case noire b2 · Pion noir sur case blanche c2 · Tour noire sur case blanche e2 · Pion noir sur case noire f2 · Pion blanc sur case blanche g2 · Tour noire sur case blanche b1 · Dame noire sur case noire c1 · Fou noir sur case blanche d1 · Cavalier noir sur case blanche f1 | Fou blanc sur case noire d8 · Pion noir sur case noire a7 · Dame blanche sur case blanche d7 · Tour blanche sur case blanche a6 · Roi blanc sur case noire a5 · Tour blanche sur case blanche b5 · Fou blanc sur case blanche f5 · Roi noir sur case blanche h5 · Pion blanc sur case blanche a4 · Pion noir sur case noire b4 · Fou noir sur case noire a3 · Pion blanc sur case blanche b3 · Pion noir sur case noire e3 · Pion noir sur case noire g3 · Cavalier blanc sur case blanche h3 · Pion noir sur case noire b2 · Pion noir sur case blanche c2 · Tour noire sur case blanche e2 · Pion noir sur case noire f2 · Pion blanc sur case blanche g2 · Tour noire sur case blanche b1 · Dame noire sur case noire c1 · Fou noir sur case blanche d1 · Cavalier noir sur case blanche f1 | Fou blanc sur case noire d8 · Pion noir sur case noire a7 · Dame blanche sur case blanche d7 · Tour blanche sur case blanche a6 · Roi blanc sur case noire a5 · Tour blanche sur case blanche b5 · Fou blanc sur case blanche f5 · Roi noir sur case blanche h5 · Pion blanc sur case blanche a4 · Pion noir sur case noire b4 · Fou noir sur case noire a3 · Pion blanc sur case blanche b3 · Pion noir sur case noire e3 · Pion noir sur case noire g3 · Cavalier blanc sur case blanche h3 · Pion noir sur case noire b2 · Pion noir sur case blanche c2 · Tour noire sur case blanche e2 · Pion noir sur case noire f2 · Pion blanc sur case blanche g2 · Tour noire sur case blanche b1 · Dame noire sur case noire c1 · Fou noir sur case blanche d1 · Cavalier noir sur case blanche f1 | Fou blanc sur case noire d8 · Pion noir sur case noire a7 · Dame blanche sur case blanche d7 · Tour blanche sur case blanche a6 · Roi blanc sur case noire a5 · Tour blanche sur case blanche b5 · Fou blanc sur case blanche f5 · Roi noir sur case blanche h5 · Pion blanc sur case blanche a4 · Pion noir sur case noire b4 · Fou noir sur case noire a3 · Pion blanc sur case blanche b3 · Pion noir sur case noire e3 · Pion noir sur case noire g3 · Cavalier blanc sur case blanche h3 · Pion noir sur case noire b2 · Pion noir sur case blanche c2 · Tour noire sur case blanche e2 · Pion noir sur case noire f2 · Pion blanc sur case blanche g2 · Tour noire sur case blanche b1 · Dame noire sur case noire c1 · Fou noir sur case blanche d1 · Cavalier noir sur case blanche f1 | Fou blanc sur case noire d8 · Pion noir sur case noire a7 · Dame blanche sur case blanche d7 · Tour blanche sur case blanche a6 · Roi blanc sur case noire a5 · Tour blanche sur case blanche b5 · Fou blanc sur case blanche f5 · Roi noir sur case blanche h5 · Pion blanc sur case blanche a4 · Pion noir sur case noire b4 · Fou noir sur case noire a3 · Pion blanc sur case blanche b3 · Pion noir sur case noire e3 · Pion noir sur case noire g3 · Cavalier blanc sur case blanche h3 · Pion noir sur case noire b2 · Pion noir sur case blanche c2 · Tour noire sur case blanche e2 · Pion noir sur case noire f2 · Pion blanc sur case blanche g2 · Tour noire sur case blanche b1 · Dame noire sur case noire c1 · Fou noir sur case blanche d1 · Cavalier noir sur case blanche f1 | 7 |
| 6 | Fou blanc sur case noire d8 · Pion noir sur case noire a7 · Dame blanche sur case blanche d7 · Tour blanche sur case blanche a6 · Roi blanc sur case noire a5 · Tour blanche sur case blanche b5 · Fou blanc sur case blanche f5 · Roi noir sur case blanche h5 · Pion blanc sur case blanche a4 · Pion noir sur case noire b4 · Fou noir sur case noire a3 · Pion blanc sur case blanche b3 · Pion noir sur case noire e3 · Pion noir sur case noire g3 · Cavalier blanc sur case blanche h3 · Pion noir sur case noire b2 · Pion noir sur case blanche c2 · Tour noire sur case blanche e2 · Pion noir sur case noire f2 · Pion blanc sur case blanche g2 · Tour noire sur case blanche b1 · Dame noire sur case noire c1 · Fou noir sur case blanche d1 · Cavalier noir sur case blanche f1 | Fou blanc sur case noire d8 · Pion noir sur case noire a7 · Dame blanche sur case blanche d7 · Tour blanche sur case blanche a6 · Roi blanc sur case noire a5 · Tour blanche sur case blanche b5 · Fou blanc sur case blanche f5 · Roi noir sur case blanche h5 · Pion blanc sur case blanche a4 · Pion noir sur case noire b4 · Fou noir sur case noire a3 · Pion blanc sur case blanche b3 · Pion noir sur case noire e3 · Pion noir sur case noire g3 · Cavalier blanc sur case blanche h3 · Pion noir sur case noire b2 · Pion noir sur case blanche c2 · Tour noire sur case blanche e2 · Pion noir sur case noire f2 · Pion blanc sur case blanche g2 · Tour noire sur case blanche b1 · Dame noire sur case noire c1 · Fou noir sur case blanche d1 · Cavalier noir sur case blanche f1 | Fou blanc sur case noire d8 · Pion noir sur case noire a7 · Dame blanche sur case blanche d7 · Tour blanche sur case blanche a6 · Roi blanc sur case noire a5 · Tour blanche sur case blanche b5 · Fou blanc sur case blanche f5 · Roi noir sur case blanche h5 · Pion blanc sur case blanche a4 · Pion noir sur case noire b4 · Fou noir sur case noire a3 · Pion blanc sur case blanche b3 · Pion noir sur case noire e3 · Pion noir sur case noire g3 · Cavalier blanc sur case blanche h3 · Pion noir sur case noire b2 · Pion noir sur case blanche c2 · Tour noire sur case blanche e2 · Pion noir sur case noire f2 · Pion blanc sur case blanche g2 · Tour noire sur case blanche b1 · Dame noire sur case noire c1 · Fou noir sur case blanche d1 · Cavalier noir sur case blanche f1 | Fou blanc sur case noire d8 · Pion noir sur case noire a7 · Dame blanche sur case blanche d7 · Tour blanche sur case blanche a6 · Roi blanc sur case noire a5 · Tour blanche sur case blanche b5 · Fou blanc sur case blanche f5 · Roi noir sur case blanche h5 · Pion blanc sur case blanche a4 · Pion noir sur case noire b4 · Fou noir sur case noire a3 · Pion blanc sur case blanche b3 · Pion noir sur case noire e3 · Pion noir sur case noire g3 · Cavalier blanc sur case blanche h3 · Pion noir sur case noire b2 · Pion noir sur case blanche c2 · Tour noire sur case blanche e2 · Pion noir sur case noire f2 · Pion blanc sur case blanche g2 · Tour noire sur case blanche b1 · Dame noire sur case noire c1 · Fou noir sur case blanche d1 · Cavalier noir sur case blanche f1 | Fou blanc sur case noire d8 · Pion noir sur case noire a7 · Dame blanche sur case blanche d7 · Tour blanche sur case blanche a6 · Roi blanc sur case noire a5 · Tour blanche sur case blanche b5 · Fou blanc sur case blanche f5 · Roi noir sur case blanche h5 · Pion blanc sur case blanche a4 · Pion noir sur case noire b4 · Fou noir sur case noire a3 · Pion blanc sur case blanche b3 · Pion noir sur case noire e3 · Pion noir sur case noire g3 · Cavalier blanc sur case blanche h3 · Pion noir sur case noire b2 · Pion noir sur case blanche c2 · Tour noire sur case blanche e2 · Pion noir sur case noire f2 · Pion blanc sur case blanche g2 · Tour noire sur case blanche b1 · Dame noire sur case noire c1 · Fou noir sur case blanche d1 · Cavalier noir sur case blanche f1 | Fou blanc sur case noire d8 · Pion noir sur case noire a7 · Dame blanche sur case blanche d7 · Tour blanche sur case blanche a6 · Roi blanc sur case noire a5 · Tour blanche sur case blanche b5 · Fou blanc sur case blanche f5 · Roi noir sur case blanche h5 · Pion blanc sur case blanche a4 · Pion noir sur case noire b4 · Fou noir sur case noire a3 · Pion blanc sur case blanche b3 · Pion noir sur case noire e3 · Pion noir sur case noire g3 · Cavalier blanc sur case blanche h3 · Pion noir sur case noire b2 · Pion noir sur case blanche c2 · Tour noire sur case blanche e2 · Pion noir sur case noire f2 · Pion blanc sur case blanche g2 · Tour noire sur case blanche b1 · Dame noire sur case noire c1 · Fou noir sur case blanche d1 · Cavalier noir sur case blanche f1 | Fou blanc sur case noire d8 · Pion noir sur case noire a7 · Dame blanche sur case blanche d7 · Tour blanche sur case blanche a6 · Roi blanc sur case noire a5 · Tour blanche sur case blanche b5 · Fou blanc sur case blanche f5 · Roi noir sur case blanche h5 · Pion blanc sur case blanche a4 · Pion noir sur case noire b4 · Fou noir sur case noire a3 · Pion blanc sur case blanche b3 · Pion noir sur case noire e3 · Pion noir sur case noire g3 · Cavalier blanc sur case blanche h3 · Pion noir sur case noire b2 · Pion noir sur case blanche c2 · Tour noire sur case blanche e2 · Pion noir sur case noire f2 · Pion blanc sur case blanche g2 · Tour noire sur case blanche b1 · Dame noire sur case noire c1 · Fou noir sur case blanche d1 · Cavalier noir sur case blanche f1 | Fou blanc sur case noire d8 · Pion noir sur case noire a7 · Dame blanche sur case blanche d7 · Tour blanche sur case blanche a6 · Roi blanc sur case noire a5 · Tour blanche sur case blanche b5 · Fou blanc sur case blanche f5 · Roi noir sur case blanche h5 · Pion blanc sur case blanche a4 · Pion noir sur case noire b4 · Fou noir sur case noire a3 · Pion blanc sur case blanche b3 · Pion noir sur case noire e3 · Pion noir sur case noire g3 · Cavalier blanc sur case blanche h3 · Pion noir sur case noire b2 · Pion noir sur case blanche c2 · Tour noire sur case blanche e2 · Pion noir sur case noire f2 · Pion blanc sur case blanche g2 · Tour noire sur case blanche b1 · Dame noire sur case noire c1 · Fou noir sur case blanche d1 · Cavalier noir sur case blanche f1 | 6 |
| 5 | Fou blanc sur case noire d8 · Pion noir sur case noire a7 · Dame blanche sur case blanche d7 · Tour blanche sur case blanche a6 · Roi blanc sur case noire a5 · Tour blanche sur case blanche b5 · Fou blanc sur case blanche f5 · Roi noir sur case blanche h5 · Pion blanc sur case blanche a4 · Pion noir sur case noire b4 · Fou noir sur case noire a3 · Pion blanc sur case blanche b3 · Pion noir sur case noire e3 · Pion noir sur case noire g3 · Cavalier blanc sur case blanche h3 · Pion noir sur case noire b2 · Pion noir sur case blanche c2 · Tour noire sur case blanche e2 · Pion noir sur case noire f2 · Pion blanc sur case blanche g2 · Tour noire sur case blanche b1 · Dame noire sur case noire c1 · Fou noir sur case blanche d1 · Cavalier noir sur case blanche f1 | Fou blanc sur case noire d8 · Pion noir sur case noire a7 · Dame blanche sur case blanche d7 · Tour blanche sur case blanche a6 · Roi blanc sur case noire a5 · Tour blanche sur case blanche b5 · Fou blanc sur case blanche f5 · Roi noir sur case blanche h5 · Pion blanc sur case blanche a4 · Pion noir sur case noire b4 · Fou noir sur case noire a3 · Pion blanc sur case blanche b3 · Pion noir sur case noire e3 · Pion noir sur case noire g3 · Cavalier blanc sur case blanche h3 · Pion noir sur case noire b2 · Pion noir sur case blanche c2 · Tour noire sur case blanche e2 · Pion noir sur case noire f2 · Pion blanc sur case blanche g2 · Tour noire sur case blanche b1 · Dame noire sur case noire c1 · Fou noir sur case blanche d1 · Cavalier noir sur case blanche f1 | Fou blanc sur case noire d8 · Pion noir sur case noire a7 · Dame blanche sur case blanche d7 · Tour blanche sur case blanche a6 · Roi blanc sur case noire a5 · Tour blanche sur case blanche b5 · Fou blanc sur case blanche f5 · Roi noir sur case blanche h5 · Pion blanc sur case blanche a4 · Pion noir sur case noire b4 · Fou noir sur case noire a3 · Pion blanc sur case blanche b3 · Pion noir sur case noire e3 · Pion noir sur case noire g3 · Cavalier blanc sur case blanche h3 · Pion noir sur case noire b2 · Pion noir sur case blanche c2 · Tour noire sur case blanche e2 · Pion noir sur case noire f2 · Pion blanc sur case blanche g2 · Tour noire sur case blanche b1 · Dame noire sur case noire c1 · Fou noir sur case blanche d1 · Cavalier noir sur case blanche f1 | Fou blanc sur case noire d8 · Pion noir sur case noire a7 · Dame blanche sur case blanche d7 · Tour blanche sur case blanche a6 · Roi blanc sur case noire a5 · Tour blanche sur case blanche b5 · Fou blanc sur case blanche f5 · Roi noir sur case blanche h5 · Pion blanc sur case blanche a4 · Pion noir sur case noire b4 · Fou noir sur case noire a3 · Pion blanc sur case blanche b3 · Pion noir sur case noire e3 · Pion noir sur case noire g3 · Cavalier blanc sur case blanche h3 · Pion noir sur case noire b2 · Pion noir sur case blanche c2 · Tour noire sur case blanche e2 · Pion noir sur case noire f2 · Pion blanc sur case blanche g2 · Tour noire sur case blanche b1 · Dame noire sur case noire c1 · Fou noir sur case blanche d1 · Cavalier noir sur case blanche f1 | Fou blanc sur case noire d8 · Pion noir sur case noire a7 · Dame blanche sur case blanche d7 · Tour blanche sur case blanche a6 · Roi blanc sur case noire a5 · Tour blanche sur case blanche b5 · Fou blanc sur case blanche f5 · Roi noir sur case blanche h5 · Pion blanc sur case blanche a4 · Pion noir sur case noire b4 · Fou noir sur case noire a3 · Pion blanc sur case blanche b3 · Pion noir sur case noire e3 · Pion noir sur case noire g3 · Cavalier blanc sur case blanche h3 · Pion noir sur case noire b2 · Pion noir sur case blanche c2 · Tour noire sur case blanche e2 · Pion noir sur case noire f2 · Pion blanc sur case blanche g2 · Tour noire sur case blanche b1 · Dame noire sur case noire c1 · Fou noir sur case blanche d1 · Cavalier noir sur case blanche f1 | Fou blanc sur case noire d8 · Pion noir sur case noire a7 · Dame blanche sur case blanche d7 · Tour blanche sur case blanche a6 · Roi blanc sur case noire a5 · Tour blanche sur case blanche b5 · Fou blanc sur case blanche f5 · Roi noir sur case blanche h5 · Pion blanc sur case blanche a4 · Pion noir sur case noire b4 · Fou noir sur case noire a3 · Pion blanc sur case blanche b3 · Pion noir sur case noire e3 · Pion noir sur case noire g3 · Cavalier blanc sur case blanche h3 · Pion noir sur case noire b2 · Pion noir sur case blanche c2 · Tour noire sur case blanche e2 · Pion noir sur case noire f2 · Pion blanc sur case blanche g2 · Tour noire sur case blanche b1 · Dame noire sur case noire c1 · Fou noir sur case blanche d1 · Cavalier noir sur case blanche f1 | Fou blanc sur case noire d8 · Pion noir sur case noire a7 · Dame blanche sur case blanche d7 · Tour blanche sur case blanche a6 · Roi blanc sur case noire a5 · Tour blanche sur case blanche b5 · Fou blanc sur case blanche f5 · Roi noir sur case blanche h5 · Pion blanc sur case blanche a4 · Pion noir sur case noire b4 · Fou noir sur case noire a3 · Pion blanc sur case blanche b3 · Pion noir sur case noire e3 · Pion noir sur case noire g3 · Cavalier blanc sur case blanche h3 · Pion noir sur case noire b2 · Pion noir sur case blanche c2 · Tour noire sur case blanche e2 · Pion noir sur case noire f2 · Pion blanc sur case blanche g2 · Tour noire sur case blanche b1 · Dame noire sur case noire c1 · Fou noir sur case blanche d1 · Cavalier noir sur case blanche f1 | Fou blanc sur case noire d8 · Pion noir sur case noire a7 · Dame blanche sur case blanche d7 · Tour blanche sur case blanche a6 · Roi blanc sur case noire a5 · Tour blanche sur case blanche b5 · Fou blanc sur case blanche f5 · Roi noir sur case blanche h5 · Pion blanc sur case blanche a4 · Pion noir sur case noire b4 · Fou noir sur case noire a3 · Pion blanc sur case blanche b3 · Pion noir sur case noire e3 · Pion noir sur case noire g3 · Cavalier blanc sur case blanche h3 · Pion noir sur case noire b2 · Pion noir sur case blanche c2 · Tour noire sur case blanche e2 · Pion noir sur case noire f2 · Pion blanc sur case blanche g2 · Tour noire sur case blanche b1 · Dame noire sur case noire c1 · Fou noir sur case blanche d1 · Cavalier noir sur case blanche f1 | 5 |
| 4 | Fou blanc sur case noire d8 · Pion noir sur case noire a7 · Dame blanche sur case blanche d7 · Tour blanche sur case blanche a6 · Roi blanc sur case noire a5 · Tour blanche sur case blanche b5 · Fou blanc sur case blanche f5 · Roi noir sur case blanche h5 · Pion blanc sur case blanche a4 · Pion noir sur case noire b4 · Fou noir sur case noire a3 · Pion blanc sur case blanche b3 · Pion noir sur case noire e3 · Pion noir sur case noire g3 · Cavalier blanc sur case blanche h3 · Pion noir sur case noire b2 · Pion noir sur case blanche c2 · Tour noire sur case blanche e2 · Pion noir sur case noire f2 · Pion blanc sur case blanche g2 · Tour noire sur case blanche b1 · Dame noire sur case noire c1 · Fou noir sur case blanche d1 · Cavalier noir sur case blanche f1 | Fou blanc sur case noire d8 · Pion noir sur case noire a7 · Dame blanche sur case blanche d7 · Tour blanche sur case blanche a6 · Roi blanc sur case noire a5 · Tour blanche sur case blanche b5 · Fou blanc sur case blanche f5 · Roi noir sur case blanche h5 · Pion blanc sur case blanche a4 · Pion noir sur case noire b4 · Fou noir sur case noire a3 · Pion blanc sur case blanche b3 · Pion noir sur case noire e3 · Pion noir sur case noire g3 · Cavalier blanc sur case blanche h3 · Pion noir sur case noire b2 · Pion noir sur case blanche c2 · Tour noire sur case blanche e2 · Pion noir sur case noire f2 · Pion blanc sur case blanche g2 · Tour noire sur case blanche b1 · Dame noire sur case noire c1 · Fou noir sur case blanche d1 · Cavalier noir sur case blanche f1 | Fou blanc sur case noire d8 · Pion noir sur case noire a7 · Dame blanche sur case blanche d7 · Tour blanche sur case blanche a6 · Roi blanc sur case noire a5 · Tour blanche sur case blanche b5 · Fou blanc sur case blanche f5 · Roi noir sur case blanche h5 · Pion blanc sur case blanche a4 · Pion noir sur case noire b4 · Fou noir sur case noire a3 · Pion blanc sur case blanche b3 · Pion noir sur case noire e3 · Pion noir sur case noire g3 · Cavalier blanc sur case blanche h3 · Pion noir sur case noire b2 · Pion noir sur case blanche c2 · Tour noire sur case blanche e2 · Pion noir sur case noire f2 · Pion blanc sur case blanche g2 · Tour noire sur case blanche b1 · Dame noire sur case noire c1 · Fou noir sur case blanche d1 · Cavalier noir sur case blanche f1 | Fou blanc sur case noire d8 · Pion noir sur case noire a7 · Dame blanche sur case blanche d7 · Tour blanche sur case blanche a6 · Roi blanc sur case noire a5 · Tour blanche sur case blanche b5 · Fou blanc sur case blanche f5 · Roi noir sur case blanche h5 · Pion blanc sur case blanche a4 · Pion noir sur case noire b4 · Fou noir sur case noire a3 · Pion blanc sur case blanche b3 · Pion noir sur case noire e3 · Pion noir sur case noire g3 · Cavalier blanc sur case blanche h3 · Pion noir sur case noire b2 · Pion noir sur case blanche c2 · Tour noire sur case blanche e2 · Pion noir sur case noire f2 · Pion blanc sur case blanche g2 · Tour noire sur case blanche b1 · Dame noire sur case noire c1 · Fou noir sur case blanche d1 · Cavalier noir sur case blanche f1 | Fou blanc sur case noire d8 · Pion noir sur case noire a7 · Dame blanche sur case blanche d7 · Tour blanche sur case blanche a6 · Roi blanc sur case noire a5 · Tour blanche sur case blanche b5 · Fou blanc sur case blanche f5 · Roi noir sur case blanche h5 · Pion blanc sur case blanche a4 · Pion noir sur case noire b4 · Fou noir sur case noire a3 · Pion blanc sur case blanche b3 · Pion noir sur case noire e3 · Pion noir sur case noire g3 · Cavalier blanc sur case blanche h3 · Pion noir sur case noire b2 · Pion noir sur case blanche c2 · Tour noire sur case blanche e2 · Pion noir sur case noire f2 · Pion blanc sur case blanche g2 · Tour noire sur case blanche b1 · Dame noire sur case noire c1 · Fou noir sur case blanche d1 · Cavalier noir sur case blanche f1 | Fou blanc sur case noire d8 · Pion noir sur case noire a7 · Dame blanche sur case blanche d7 · Tour blanche sur case blanche a6 · Roi blanc sur case noire a5 · Tour blanche sur case blanche b5 · Fou blanc sur case blanche f5 · Roi noir sur case blanche h5 · Pion blanc sur case blanche a4 · Pion noir sur case noire b4 · Fou noir sur case noire a3 · Pion blanc sur case blanche b3 · Pion noir sur case noire e3 · Pion noir sur case noire g3 · Cavalier blanc sur case blanche h3 · Pion noir sur case noire b2 · Pion noir sur case blanche c2 · Tour noire sur case blanche e2 · Pion noir sur case noire f2 · Pion blanc sur case blanche g2 · Tour noire sur case blanche b1 · Dame noire sur case noire c1 · Fou noir sur case blanche d1 · Cavalier noir sur case blanche f1 | Fou blanc sur case noire d8 · Pion noir sur case noire a7 · Dame blanche sur case blanche d7 · Tour blanche sur case blanche a6 · Roi blanc sur case noire a5 · Tour blanche sur case blanche b5 · Fou blanc sur case blanche f5 · Roi noir sur case blanche h5 · Pion blanc sur case blanche a4 · Pion noir sur case noire b4 · Fou noir sur case noire a3 · Pion blanc sur case blanche b3 · Pion noir sur case noire e3 · Pion noir sur case noire g3 · Cavalier blanc sur case blanche h3 · Pion noir sur case noire b2 · Pion noir sur case blanche c2 · Tour noire sur case blanche e2 · Pion noir sur case noire f2 · Pion blanc sur case blanche g2 · Tour noire sur case blanche b1 · Dame noire sur case noire c1 · Fou noir sur case blanche d1 · Cavalier noir sur case blanche f1 | Fou blanc sur case noire d8 · Pion noir sur case noire a7 · Dame blanche sur case blanche d7 · Tour blanche sur case blanche a6 · Roi blanc sur case noire a5 · Tour blanche sur case blanche b5 · Fou blanc sur case blanche f5 · Roi noir sur case blanche h5 · Pion blanc sur case blanche a4 · Pion noir sur case noire b4 · Fou noir sur case noire a3 · Pion blanc sur case blanche b3 · Pion noir sur case noire e3 · Pion noir sur case noire g3 · Cavalier blanc sur case blanche h3 · Pion noir sur case noire b2 · Pion noir sur case blanche c2 · Tour noire sur case blanche e2 · Pion noir sur case noire f2 · Pion blanc sur case blanche g2 · Tour noire sur case blanche b1 · Dame noire sur case noire c1 · Fou noir sur case blanche d1 · Cavalier noir sur case blanche f1 | 4 |
| 3 | Fou blanc sur case noire d8 · Pion noir sur case noire a7 · Dame blanche sur case blanche d7 · Tour blanche sur case blanche a6 · Roi blanc sur case noire a5 · Tour blanche sur case blanche b5 · Fou blanc sur case blanche f5 · Roi noir sur case blanche h5 · Pion blanc sur case blanche a4 · Pion noir sur case noire b4 · Fou noir sur case noire a3 · Pion blanc sur case blanche b3 · Pion noir sur case noire e3 · Pion noir sur case noire g3 · Cavalier blanc sur case blanche h3 · Pion noir sur case noire b2 · Pion noir sur case blanche c2 · Tour noire sur case blanche e2 · Pion noir sur case noire f2 · Pion blanc sur case blanche g2 · Tour noire sur case blanche b1 · Dame noire sur case noire c1 · Fou noir sur case blanche d1 · Cavalier noir sur case blanche f1 | Fou blanc sur case noire d8 · Pion noir sur case noire a7 · Dame blanche sur case blanche d7 · Tour blanche sur case blanche a6 · Roi blanc sur case noire a5 · Tour blanche sur case blanche b5 · Fou blanc sur case blanche f5 · Roi noir sur case blanche h5 · Pion blanc sur case blanche a4 · Pion noir sur case noire b4 · Fou noir sur case noire a3 · Pion blanc sur case blanche b3 · Pion noir sur case noire e3 · Pion noir sur case noire g3 · Cavalier blanc sur case blanche h3 · Pion noir sur case noire b2 · Pion noir sur case blanche c2 · Tour noire sur case blanche e2 · Pion noir sur case noire f2 · Pion blanc sur case blanche g2 · Tour noire sur case blanche b1 · Dame noire sur case noire c1 · Fou noir sur case blanche d1 · Cavalier noir sur case blanche f1 | Fou blanc sur case noire d8 · Pion noir sur case noire a7 · Dame blanche sur case blanche d7 · Tour blanche sur case blanche a6 · Roi blanc sur case noire a5 · Tour blanche sur case blanche b5 · Fou blanc sur case blanche f5 · Roi noir sur case blanche h5 · Pion blanc sur case blanche a4 · Pion noir sur case noire b4 · Fou noir sur case noire a3 · Pion blanc sur case blanche b3 · Pion noir sur case noire e3 · Pion noir sur case noire g3 · Cavalier blanc sur case blanche h3 · Pion noir sur case noire b2 · Pion noir sur case blanche c2 · Tour noire sur case blanche e2 · Pion noir sur case noire f2 · Pion blanc sur case blanche g2 · Tour noire sur case blanche b1 · Dame noire sur case noire c1 · Fou noir sur case blanche d1 · Cavalier noir sur case blanche f1 | Fou blanc sur case noire d8 · Pion noir sur case noire a7 · Dame blanche sur case blanche d7 · Tour blanche sur case blanche a6 · Roi blanc sur case noire a5 · Tour blanche sur case blanche b5 · Fou blanc sur case blanche f5 · Roi noir sur case blanche h5 · Pion blanc sur case blanche a4 · Pion noir sur case noire b4 · Fou noir sur case noire a3 · Pion blanc sur case blanche b3 · Pion noir sur case noire e3 · Pion noir sur case noire g3 · Cavalier blanc sur case blanche h3 · Pion noir sur case noire b2 · Pion noir sur case blanche c2 · Tour noire sur case blanche e2 · Pion noir sur case noire f2 · Pion blanc sur case blanche g2 · Tour noire sur case blanche b1 · Dame noire sur case noire c1 · Fou noir sur case blanche d1 · Cavalier noir sur case blanche f1 | Fou blanc sur case noire d8 · Pion noir sur case noire a7 · Dame blanche sur case blanche d7 · Tour blanche sur case blanche a6 · Roi blanc sur case noire a5 · Tour blanche sur case blanche b5 · Fou blanc sur case blanche f5 · Roi noir sur case blanche h5 · Pion blanc sur case blanche a4 · Pion noir sur case noire b4 · Fou noir sur case noire a3 · Pion blanc sur case blanche b3 · Pion noir sur case noire e3 · Pion noir sur case noire g3 · Cavalier blanc sur case blanche h3 · Pion noir sur case noire b2 · Pion noir sur case blanche c2 · Tour noire sur case blanche e2 · Pion noir sur case noire f2 · Pion blanc sur case blanche g2 · Tour noire sur case blanche b1 · Dame noire sur case noire c1 · Fou noir sur case blanche d1 · Cavalier noir sur case blanche f1 | Fou blanc sur case noire d8 · Pion noir sur case noire a7 · Dame blanche sur case blanche d7 · Tour blanche sur case blanche a6 · Roi blanc sur case noire a5 · Tour blanche sur case blanche b5 · Fou blanc sur case blanche f5 · Roi noir sur case blanche h5 · Pion blanc sur case blanche a4 · Pion noir sur case noire b4 · Fou noir sur case noire a3 · Pion blanc sur case blanche b3 · Pion noir sur case noire e3 · Pion noir sur case noire g3 · Cavalier blanc sur case blanche h3 · Pion noir sur case noire b2 · Pion noir sur case blanche c2 · Tour noire sur case blanche e2 · Pion noir sur case noire f2 · Pion blanc sur case blanche g2 · Tour noire sur case blanche b1 · Dame noire sur case noire c1 · Fou noir sur case blanche d1 · Cavalier noir sur case blanche f1 | Fou blanc sur case noire d8 · Pion noir sur case noire a7 · Dame blanche sur case blanche d7 · Tour blanche sur case blanche a6 · Roi blanc sur case noire a5 · Tour blanche sur case blanche b5 · Fou blanc sur case blanche f5 · Roi noir sur case blanche h5 · Pion blanc sur case blanche a4 · Pion noir sur case noire b4 · Fou noir sur case noire a3 · Pion blanc sur case blanche b3 · Pion noir sur case noire e3 · Pion noir sur case noire g3 · Cavalier blanc sur case blanche h3 · Pion noir sur case noire b2 · Pion noir sur case blanche c2 · Tour noire sur case blanche e2 · Pion noir sur case noire f2 · Pion blanc sur case blanche g2 · Tour noire sur case blanche b1 · Dame noire sur case noire c1 · Fou noir sur case blanche d1 · Cavalier noir sur case blanche f1 | Fou blanc sur case noire d8 · Pion noir sur case noire a7 · Dame blanche sur case blanche d7 · Tour blanche sur case blanche a6 · Roi blanc sur case noire a5 · Tour blanche sur case blanche b5 · Fou blanc sur case blanche f5 · Roi noir sur case blanche h5 · Pion blanc sur case blanche a4 · Pion noir sur case noire b4 · Fou noir sur case noire a3 · Pion blanc sur case blanche b3 · Pion noir sur case noire e3 · Pion noir sur case noire g3 · Cavalier blanc sur case blanche h3 · Pion noir sur case noire b2 · Pion noir sur case blanche c2 · Tour noire sur case blanche e2 · Pion noir sur case noire f2 · Pion blanc sur case blanche g2 · Tour noire sur case blanche b1 · Dame noire sur case noire c1 · Fou noir sur case blanche d1 · Cavalier noir sur case blanche f1 | 3 |
| 2 | Fou blanc sur case noire d8 · Pion noir sur case noire a7 · Dame blanche sur case blanche d7 · Tour blanche sur case blanche a6 · Roi blanc sur case noire a5 · Tour blanche sur case blanche b5 · Fou blanc sur case blanche f5 · Roi noir sur case blanche h5 · Pion blanc sur case blanche a4 · Pion noir sur case noire b4 · Fou noir sur case noire a3 · Pion blanc sur case blanche b3 · Pion noir sur case noire e3 · Pion noir sur case noire g3 · Cavalier blanc sur case blanche h3 · Pion noir sur case noire b2 · Pion noir sur case blanche c2 · Tour noire sur case blanche e2 · Pion noir sur case noire f2 · Pion blanc sur case blanche g2 · Tour noire sur case blanche b1 · Dame noire sur case noire c1 · Fou noir sur case blanche d1 · Cavalier noir sur case blanche f1 | Fou blanc sur case noire d8 · Pion noir sur case noire a7 · Dame blanche sur case blanche d7 · Tour blanche sur case blanche a6 · Roi blanc sur case noire a5 · Tour blanche sur case blanche b5 · Fou blanc sur case blanche f5 · Roi noir sur case blanche h5 · Pion blanc sur case blanche a4 · Pion noir sur case noire b4 · Fou noir sur case noire a3 · Pion blanc sur case blanche b3 · Pion noir sur case noire e3 · Pion noir sur case noire g3 · Cavalier blanc sur case blanche h3 · Pion noir sur case noire b2 · Pion noir sur case blanche c2 · Tour noire sur case blanche e2 · Pion noir sur case noire f2 · Pion blanc sur case blanche g2 · Tour noire sur case blanche b1 · Dame noire sur case noire c1 · Fou noir sur case blanche d1 · Cavalier noir sur case blanche f1 | Fou blanc sur case noire d8 · Pion noir sur case noire a7 · Dame blanche sur case blanche d7 · Tour blanche sur case blanche a6 · Roi blanc sur case noire a5 · Tour blanche sur case blanche b5 · Fou blanc sur case blanche f5 · Roi noir sur case blanche h5 · Pion blanc sur case blanche a4 · Pion noir sur case noire b4 · Fou noir sur case noire a3 · Pion blanc sur case blanche b3 · Pion noir sur case noire e3 · Pion noir sur case noire g3 · Cavalier blanc sur case blanche h3 · Pion noir sur case noire b2 · Pion noir sur case blanche c2 · Tour noire sur case blanche e2 · Pion noir sur case noire f2 · Pion blanc sur case blanche g2 · Tour noire sur case blanche b1 · Dame noire sur case noire c1 · Fou noir sur case blanche d1 · Cavalier noir sur case blanche f1 | Fou blanc sur case noire d8 · Pion noir sur case noire a7 · Dame blanche sur case blanche d7 · Tour blanche sur case blanche a6 · Roi blanc sur case noire a5 · Tour blanche sur case blanche b5 · Fou blanc sur case blanche f5 · Roi noir sur case blanche h5 · Pion blanc sur case blanche a4 · Pion noir sur case noire b4 · Fou noir sur case noire a3 · Pion blanc sur case blanche b3 · Pion noir sur case noire e3 · Pion noir sur case noire g3 · Cavalier blanc sur case blanche h3 · Pion noir sur case noire b2 · Pion noir sur case blanche c2 · Tour noire sur case blanche e2 · Pion noir sur case noire f2 · Pion blanc sur case blanche g2 · Tour noire sur case blanche b1 · Dame noire sur case noire c1 · Fou noir sur case blanche d1 · Cavalier noir sur case blanche f1 | Fou blanc sur case noire d8 · Pion noir sur case noire a7 · Dame blanche sur case blanche d7 · Tour blanche sur case blanche a6 · Roi blanc sur case noire a5 · Tour blanche sur case blanche b5 · Fou blanc sur case blanche f5 · Roi noir sur case blanche h5 · Pion blanc sur case blanche a4 · Pion noir sur case noire b4 · Fou noir sur case noire a3 · Pion blanc sur case blanche b3 · Pion noir sur case noire e3 · Pion noir sur case noire g3 · Cavalier blanc sur case blanche h3 · Pion noir sur case noire b2 · Pion noir sur case blanche c2 · Tour noire sur case blanche e2 · Pion noir sur case noire f2 · Pion blanc sur case blanche g2 · Tour noire sur case blanche b1 · Dame noire sur case noire c1 · Fou noir sur case blanche d1 · Cavalier noir sur case blanche f1 | Fou blanc sur case noire d8 · Pion noir sur case noire a7 · Dame blanche sur case blanche d7 · Tour blanche sur case blanche a6 · Roi blanc sur case noire a5 · Tour blanche sur case blanche b5 · Fou blanc sur case blanche f5 · Roi noir sur case blanche h5 · Pion blanc sur case blanche a4 · Pion noir sur case noire b4 · Fou noir sur case noire a3 · Pion blanc sur case blanche b3 · Pion noir sur case noire e3 · Pion noir sur case noire g3 · Cavalier blanc sur case blanche h3 · Pion noir sur case noire b2 · Pion noir sur case blanche c2 · Tour noire sur case blanche e2 · Pion noir sur case noire f2 · Pion blanc sur case blanche g2 · Tour noire sur case blanche b1 · Dame noire sur case noire c1 · Fou noir sur case blanche d1 · Cavalier noir sur case blanche f1 | Fou blanc sur case noire d8 · Pion noir sur case noire a7 · Dame blanche sur case blanche d7 · Tour blanche sur case blanche a6 · Roi blanc sur case noire a5 · Tour blanche sur case blanche b5 · Fou blanc sur case blanche f5 · Roi noir sur case blanche h5 · Pion blanc sur case blanche a4 · Pion noir sur case noire b4 · Fou noir sur case noire a3 · Pion blanc sur case blanche b3 · Pion noir sur case noire e3 · Pion noir sur case noire g3 · Cavalier blanc sur case blanche h3 · Pion noir sur case noire b2 · Pion noir sur case blanche c2 · Tour noire sur case blanche e2 · Pion noir sur case noire f2 · Pion blanc sur case blanche g2 · Tour noire sur case blanche b1 · Dame noire sur case noire c1 · Fou noir sur case blanche d1 · Cavalier noir sur case blanche f1 | Fou blanc sur case noire d8 · Pion noir sur case noire a7 · Dame blanche sur case blanche d7 · Tour blanche sur case blanche a6 · Roi blanc sur case noire a5 · Tour blanche sur case blanche b5 · Fou blanc sur case blanche f5 · Roi noir sur case blanche h5 · Pion blanc sur case blanche a4 · Pion noir sur case noire b4 · Fou noir sur case noire a3 · Pion blanc sur case blanche b3 · Pion noir sur case noire e3 · Pion noir sur case noire g3 · Cavalier blanc sur case blanche h3 · Pion noir sur case noire b2 · Pion noir sur case blanche c2 · Tour noire sur case blanche e2 · Pion noir sur case noire f2 · Pion blanc sur case blanche g2 · Tour noire sur case blanche b1 · Dame noire sur case noire c1 · Fou noir sur case blanche d1 · Cavalier noir sur case blanche f1 | 2 |
| 1 | Fou blanc sur case noire d8 · Pion noir sur case noire a7 · Dame blanche sur case blanche d7 · Tour blanche sur case blanche a6 · Roi blanc sur case noire a5 · Tour blanche sur case blanche b5 · Fou blanc sur case blanche f5 · Roi noir sur case blanche h5 · Pion blanc sur case blanche a4 · Pion noir sur case noire b4 · Fou noir sur case noire a3 · Pion blanc sur case blanche b3 · Pion noir sur case noire e3 · Pion noir sur case noire g3 · Cavalier blanc sur case blanche h3 · Pion noir sur case noire b2 · Pion noir sur case blanche c2 · Tour noire sur case blanche e2 · Pion noir sur case noire f2 · Pion blanc sur case blanche g2 · Tour noire sur case blanche b1 · Dame noire sur case noire c1 · Fou noir sur case blanche d1 · Cavalier noir sur case blanche f1 | Fou blanc sur case noire d8 · Pion noir sur case noire a7 · Dame blanche sur case blanche d7 · Tour blanche sur case blanche a6 · Roi blanc sur case noire a5 · Tour blanche sur case blanche b5 · Fou blanc sur case blanche f5 · Roi noir sur case blanche h5 · Pion blanc sur case blanche a4 · Pion noir sur case noire b4 · Fou noir sur case noire a3 · Pion blanc sur case blanche b3 · Pion noir sur case noire e3 · Pion noir sur case noire g3 · Cavalier blanc sur case blanche h3 · Pion noir sur case noire b2 · Pion noir sur case blanche c2 · Tour noire sur case blanche e2 · Pion noir sur case noire f2 · Pion blanc sur case blanche g2 · Tour noire sur case blanche b1 · Dame noire sur case noire c1 · Fou noir sur case blanche d1 · Cavalier noir sur case blanche f1 | Fou blanc sur case noire d8 · Pion noir sur case noire a7 · Dame blanche sur case blanche d7 · Tour blanche sur case blanche a6 · Roi blanc sur case noire a5 · Tour blanche sur case blanche b5 · Fou blanc sur case blanche f5 · Roi noir sur case blanche h5 · Pion blanc sur case blanche a4 · Pion noir sur case noire b4 · Fou noir sur case noire a3 · Pion blanc sur case blanche b3 · Pion noir sur case noire e3 · Pion noir sur case noire g3 · Cavalier blanc sur case blanche h3 · Pion noir sur case noire b2 · Pion noir sur case blanche c2 · Tour noire sur case blanche e2 · Pion noir sur case noire f2 · Pion blanc sur case blanche g2 · Tour noire sur case blanche b1 · Dame noire sur case noire c1 · Fou noir sur case blanche d1 · Cavalier noir sur case blanche f1 | Fou blanc sur case noire d8 · Pion noir sur case noire a7 · Dame blanche sur case blanche d7 · Tour blanche sur case blanche a6 · Roi blanc sur case noire a5 · Tour blanche sur case blanche b5 · Fou blanc sur case blanche f5 · Roi noir sur case blanche h5 · Pion blanc sur case blanche a4 · Pion noir sur case noire b4 · Fou noir sur case noire a3 · Pion blanc sur case blanche b3 · Pion noir sur case noire e3 · Pion noir sur case noire g3 · Cavalier blanc sur case blanche h3 · Pion noir sur case noire b2 · Pion noir sur case blanche c2 · Tour noire sur case blanche e2 · Pion noir sur case noire f2 · Pion blanc sur case blanche g2 · Tour noire sur case blanche b1 · Dame noire sur case noire c1 · Fou noir sur case blanche d1 · Cavalier noir sur case blanche f1 | Fou blanc sur case noire d8 · Pion noir sur case noire a7 · Dame blanche sur case blanche d7 · Tour blanche sur case blanche a6 · Roi blanc sur case noire a5 · Tour blanche sur case blanche b5 · Fou blanc sur case blanche f5 · Roi noir sur case blanche h5 · Pion blanc sur case blanche a4 · Pion noir sur case noire b4 · Fou noir sur case noire a3 · Pion blanc sur case blanche b3 · Pion noir sur case noire e3 · Pion noir sur case noire g3 · Cavalier blanc sur case blanche h3 · Pion noir sur case noire b2 · Pion noir sur case blanche c2 · Tour noire sur case blanche e2 · Pion noir sur case noire f2 · Pion blanc sur case blanche g2 · Tour noire sur case blanche b1 · Dame noire sur case noire c1 · Fou noir sur case blanche d1 · Cavalier noir sur case blanche f1 | Fou blanc sur case noire d8 · Pion noir sur case noire a7 · Dame blanche sur case blanche d7 · Tour blanche sur case blanche a6 · Roi blanc sur case noire a5 · Tour blanche sur case blanche b5 · Fou blanc sur case blanche f5 · Roi noir sur case blanche h5 · Pion blanc sur case blanche a4 · Pion noir sur case noire b4 · Fou noir sur case noire a3 · Pion blanc sur case blanche b3 · Pion noir sur case noire e3 · Pion noir sur case noire g3 · Cavalier blanc sur case blanche h3 · Pion noir sur case noire b2 · Pion noir sur case blanche c2 · Tour noire sur case blanche e2 · Pion noir sur case noire f2 · Pion blanc sur case blanche g2 · Tour noire sur case blanche b1 · Dame noire sur case noire c1 · Fou noir sur case blanche d1 · Cavalier noir sur case blanche f1 | Fou blanc sur case noire d8 · Pion noir sur case noire a7 · Dame blanche sur case blanche d7 · Tour blanche sur case blanche a6 · Roi blanc sur case noire a5 · Tour blanche sur case blanche b5 · Fou blanc sur case blanche f5 · Roi noir sur case blanche h5 · Pion blanc sur case blanche a4 · Pion noir sur case noire b4 · Fou noir sur case noire a3 · Pion blanc sur case blanche b3 · Pion noir sur case noire e3 · Pion noir sur case noire g3 · Cavalier blanc sur case blanche h3 · Pion noir sur case noire b2 · Pion noir sur case blanche c2 · Tour noire sur case blanche e2 · Pion noir sur case noire f2 · Pion blanc sur case blanche g2 · Tour noire sur case blanche b1 · Dame noire sur case noire c1 · Fou noir sur case blanche d1 · Cavalier noir sur case blanche f1 | Fou blanc sur case noire d8 · Pion noir sur case noire a7 · Dame blanche sur case blanche d7 · Tour blanche sur case blanche a6 · Roi blanc sur case noire a5 · Tour blanche sur case blanche b5 · Fou blanc sur case blanche f5 · Roi noir sur case blanche h5 · Pion blanc sur case blanche a4 · Pion noir sur case noire b4 · Fou noir sur case noire a3 · Pion blanc sur case blanche b3 · Pion noir sur case noire e3 · Pion noir sur case noire g3 · Cavalier blanc sur case blanche h3 · Pion noir sur case noire b2 · Pion noir sur case blanche c2 · Tour noire sur case blanche e2 · Pion noir sur case noire f2 · Pion blanc sur case blanche g2 · Tour noire sur case blanche b1 · Dame noire sur case noire c1 · Fou noir sur case blanche d1 · Cavalier noir sur case blanche f1 | 1 |
| | a | b | c | d | e | f | g | h |   |

## Source
- Alain Pallier, « Album FIDE 1980-1982 », Europe Échecs, mars 1989, n° 363, p. 66